# Evoluția teritorială a Poloniei

Modificările teritoriale ale Poloniei între 1635 și 2009

Polonia (poloneză Polska), oficial Republica Polonă (poloneză Rzeczpospolita Polska), este o țară din Europa Centrală , care se învecinează cu Germania la vest, Cehia și Slovacia la sud, Ucraina și Belarus la est, Lituania, Regiunea Kaliningrad a Rusiei  și Marea Baltică la nord. Are de asemenea o frontieră maritimă cu Danemarca și Suedia. Întreaga suprafață a Poloniei este de 312.683 km², situând acest stat pe poziția 69 în lume, respectiv 9 în Europa din punct de vedere al suprafeței. Polonia are o populație de 38,1 milioane de locuitori, concentrați în principal în orașe și municipii mai mari, precum capitala istorică – Cracovia, și cea actuală – Varșovia.
De-a lungul istoriei, Polonia de la o regiune dintre râurile Oder și Vistula din Câmpia Europei de Nord, Polonia și-a extins teritoriul acoperind în perioada de maximă putere un teritoriu între Marea Baltică, fluviul Nipru, Marea Neagră și Munții Carpați. În perioadele de restriște, Polonia a pierdut regiuni importante, până în momentul în care a fost ștearsă de pe harta politică a Europei de mult mai puternicii ei vecini

## Evoluția teritorială
În 1492, teritoriul statul polono-lituanian era de 1.115.000 km2, ceea ce îl făcea la acel moment cea mai întinsă țară din Europa. În 1793, teritoriul polono-lituanian se redusese la doar 215.000 km2, pentru ca doi ani mai târziu să fie împărțit între Imperiul Rus, Austria și Regatul Prusiei. Polonia a reapărut pe harta politică a lumii odată cu fondarea celei de-a doua Republici Poloneze la sfârșitul Primului Război Mondial. Noul stat avea o suprafața de 389.720 km2. La sfârșitul celei de-a doua conflagrații mondiale, Polonia a pierdut o serie de teritorii în răsărit, dar a câștigat altele în apus, în 1945 având o suprafață de 312.677 km2.
Polonezii reprezintă grupul etnic cel mai numeros din rândul slavilor răsăriteni și ocupă un teritoriu care este considerat regiunea primordială a acestor popoare. În vreme ce alte grupuri etnice ar fi migrat, strămoșii polonezilor ar fi rămas in situ, ocupând regiunea de-a lungul fluviului Vistula, de la izvoare până la vărsarea în Marea Baltică. Polonezii reprezintă cea mai numeroasă națiune europeană care a ocupat în întregime cursul unui fluviu. Momentul fondării primului stat polonez este considerat acela al adoptării creștinismului de către Mieszko I în anul 966, când teritoriul controlat de monarhul polonez era similar cu cel al Poloniei contemporane. În 1025, Polonia a devenit regat. În 1569, Polonia a format împreună cu Marele Ducat al Lituaniei Rzeczpospolita Obojga Narodów (Uniunea celor Două Națiuni prin semnarea Uniunii de la Lublin. Rzeczpospolita a fost una dintre cele mai întinse și mai populate țări din Europa secolelor al XVI-lea și al XVII-lea.
Rzeczpospolita (republica, în traducere) avea o serie de caracteristici care o făcea să fie unică printre statele epocii sale. Sistemul politic al uniunii, numit deseori „democrație nobiliară” sau „Libertatea de Aur” a fost caracterizat prin reducerea puterii monarhului prin legi de către Seim (parlament), controlat de către șleahtă (nobilime). Acest sistem a fost un precursor al conceptelor democratice moderne și ale monarhiei constituționale. Cele două state ale uniunii erau egale din punct de vedere legal, deși în realitate Polonia era membrul dominant al Rzeczpospolitei. O caracteristică importantă a populației statului era marea diversitate etnică și confesională. Nivelul înalt al toleranței religioase era neobișnuit pentru vremurile acelea, deși trebuie recunoscut că gradul de toleranță a variat de-a lungul timpului.
Uniunea polono-lituaniană a început să decadă la sfârșitul secolului al XVIII-lea. Vecinii săi au reușit să răpească treptat teritorii  Rzeczpospolitei.  În 1795, Regatul Prusiei, Imperiul Rus și Austria au încheiat procesul de împărțire a teritoriilor uniunii. Polonia a renăscut ca A doua Republică Poloneză în 1918, după Primul Război Mondial, dar și-a pierdut independența în timpul celei de-a doua conflagrații mondiale, fiind ocupată de Germania Nazistă și Uniunea Sovietică. Polonia a renăscut după război ca Republica Populară Polonă, devenind membră a Blocului răsăritean – grupul țărilor aflate sub puternica influență politică și economică sovietică.
În timpul revoluțiilor din 1989, Polonia a renunțat la sistemul comunist, iar țara a redevenit democratică. Noua denumire constituțională a statului este din acea vreme „A treia Republică Poloneză”. Polonia este un stat unitar împărțit din punct de vedere administrativ în 16 voievodate (województwo). Polonia a devenit membră a Uniunii Europene, NATO și a OECD.
Polonia are o populație de 38 de milioane de oameni, care o plasează pe locul 34 în lume și pe un loc fruntaș printre membrii Uniunii Europene

## Repere istorice

### Până în 1635

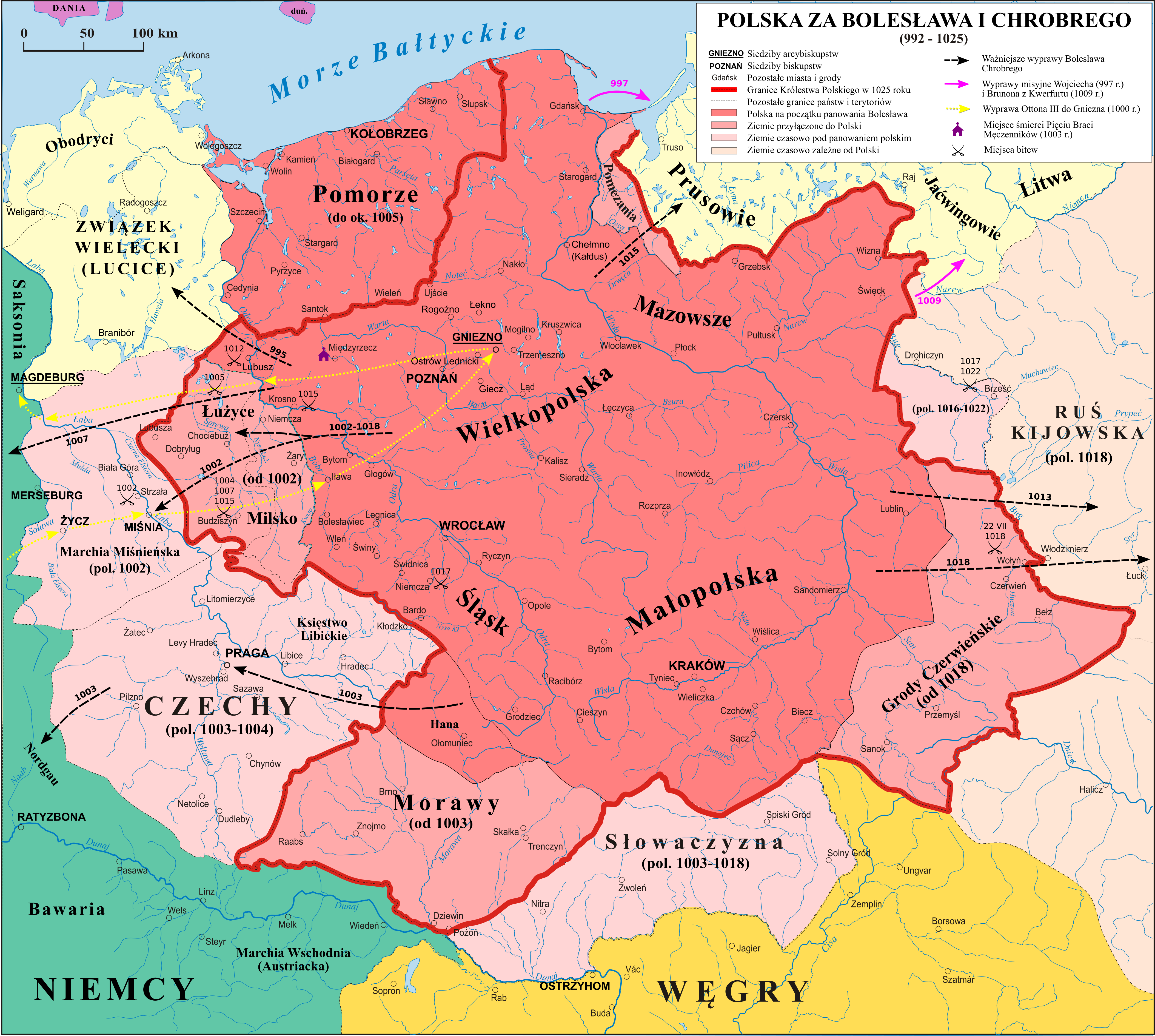
992-1025

În perioada de după apariția Poloniei în secolul al X-lea, națiunea poloneză a fost condusă de o serie de conducători ai dinastiei Piast, care a convertit polonezii la creștinism și a creat un stat considerabil în Europa Centrală, integrând Polonia în cultura europeană. Dușmanii străini puternici  și fragmentarea internă au erodat această structură inițială în secolul al XIII-lea, dar consolidarea din secolul al XIV-lea a pus bazele Regatului Poloniei.
Începând cu Marele Duce Lituanian Vladislav, dinastia Iagello a condus uniunea polono-lituaniană (1385-1569). Uniunea de la Lublin din 1569 a format Uniunea statală polono-lituaniană ca un jucător influent în politica europeană și o entitate culturală vitală.

### Ducatul Prusiei
În  1525, în timpul Reformei Protestante, Marele Maestru al Ordinul teutonic, Albert de Hohenzollern, a secularizat teritoriul prusac al ordinului, cu capitala la Königsberg, a devenit fief al Coroanei Regatului Poloniei.

### 1635

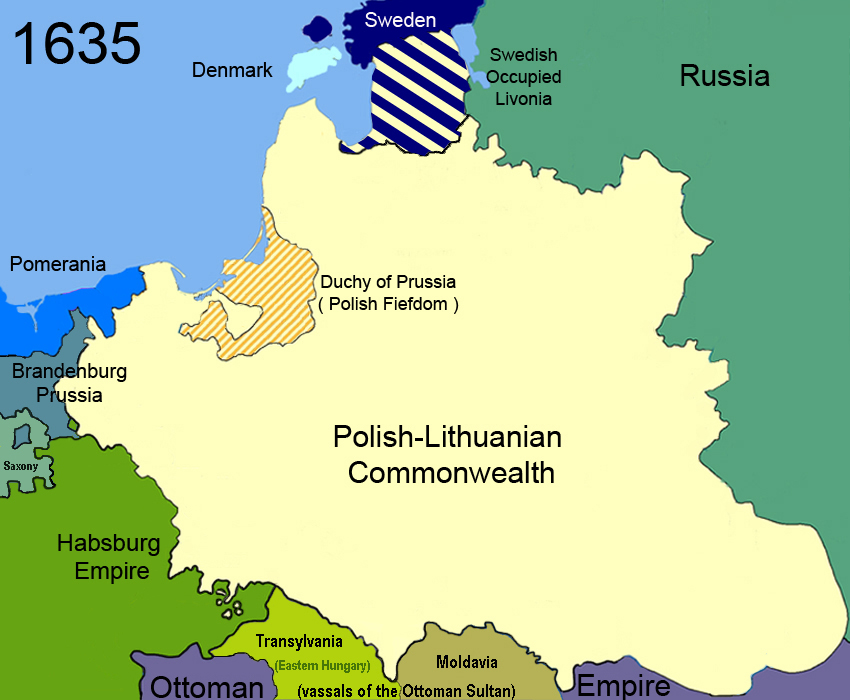
Regiunea hașurată alb / albastru indică teritoriul polonez controlat de suedezi. Regiunea hașurată alb / portocaliu reprezintă Ducatul Prusiei

Regatul Suediei, care fusese slăbit de Războiul de treizeci de ani, a semnat Tratatul de la Stuhmsdorf (cunoscut și ca Tratatul de la Sztumska Wieś sau Tratatul de la Stuhmsdorf, în română: "Tratatul de la Satul Ștumska") în 1635, prin care ceda o serie de teritorii în favoarea statului polono-lituanian.

### 1655

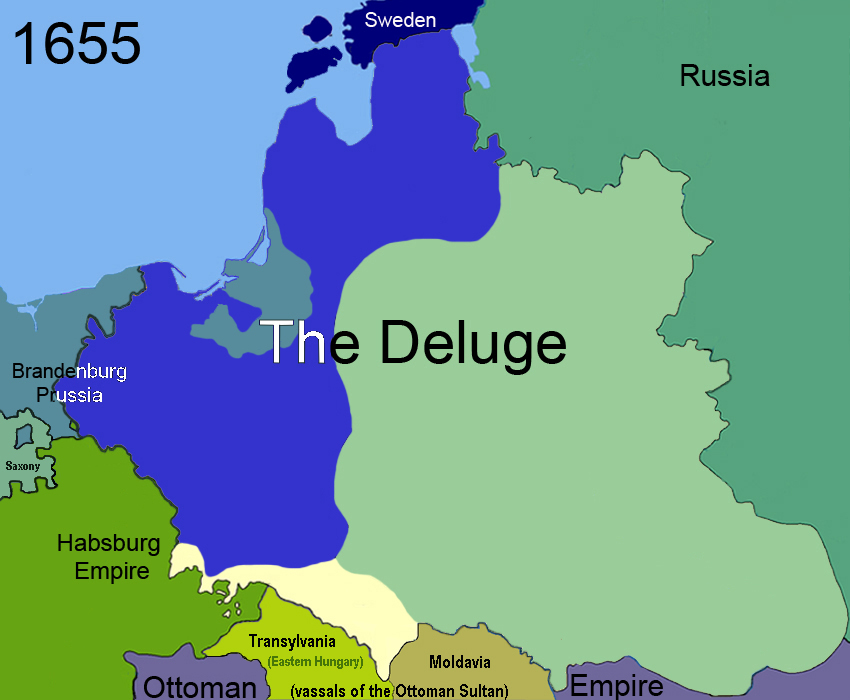
„Potopul” – cu albastru teritoriile ocupate de suedezi, iar cu verde cele ocupate de ruși

În istoria Poloniei și a Lituaniei, „Potopul” descrie la o serie de războaie de la mijlocul secolului al XVII-lea care a ruinat statul polono-lituanian.

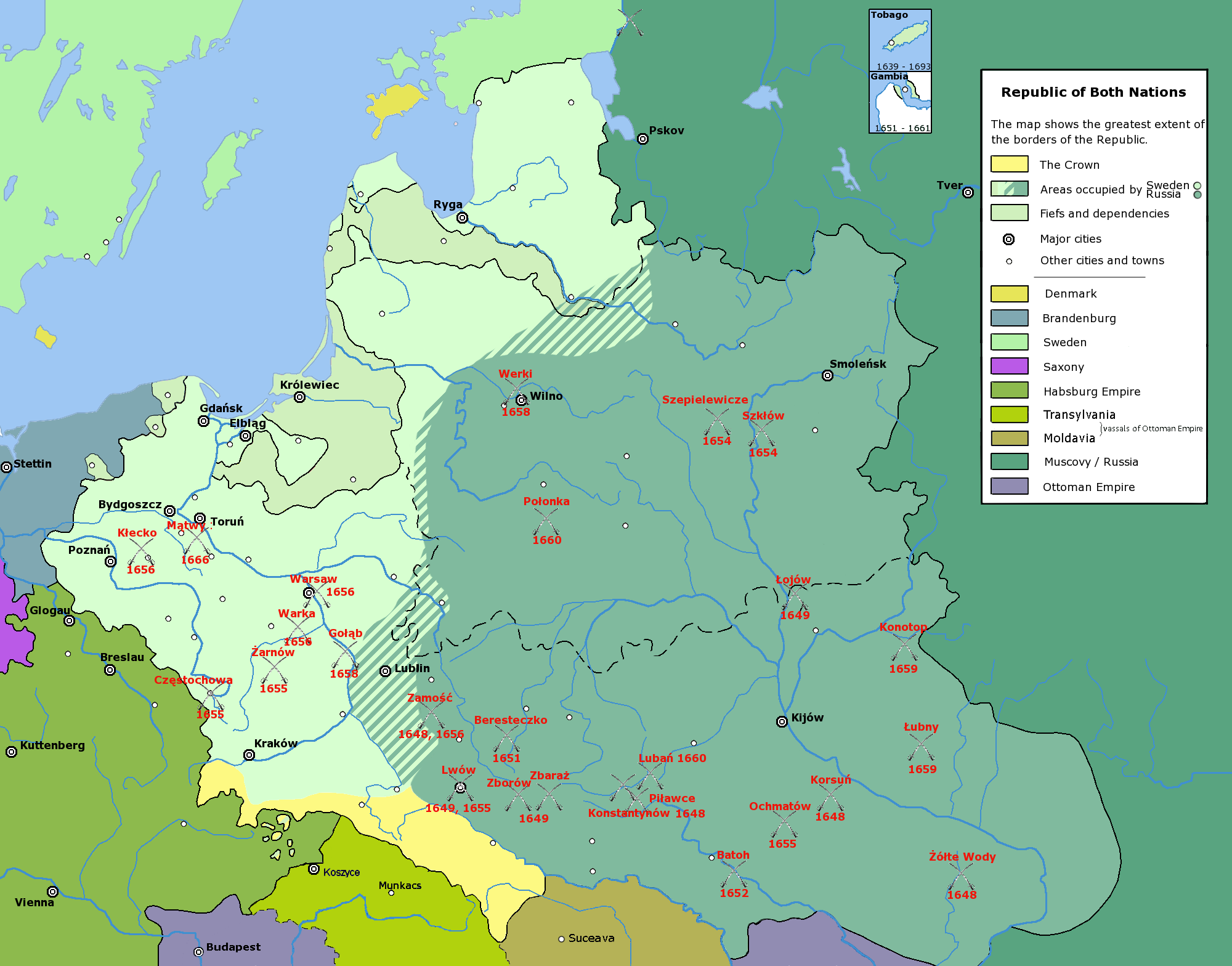
Ocupația străină în timpul Potopului

"Potopul" se referă la invazia suedeză și ocuparea jumătății vestice a statului polono-lituanian în perioada 1655 - 1660 și la rebeliunea cazacilor conduși de Bogdan Hmelnițki din 1648, care avea să faciliteze invazia rușilor în timpul războiului ruso-polonez din 1654-1667.

### 1657

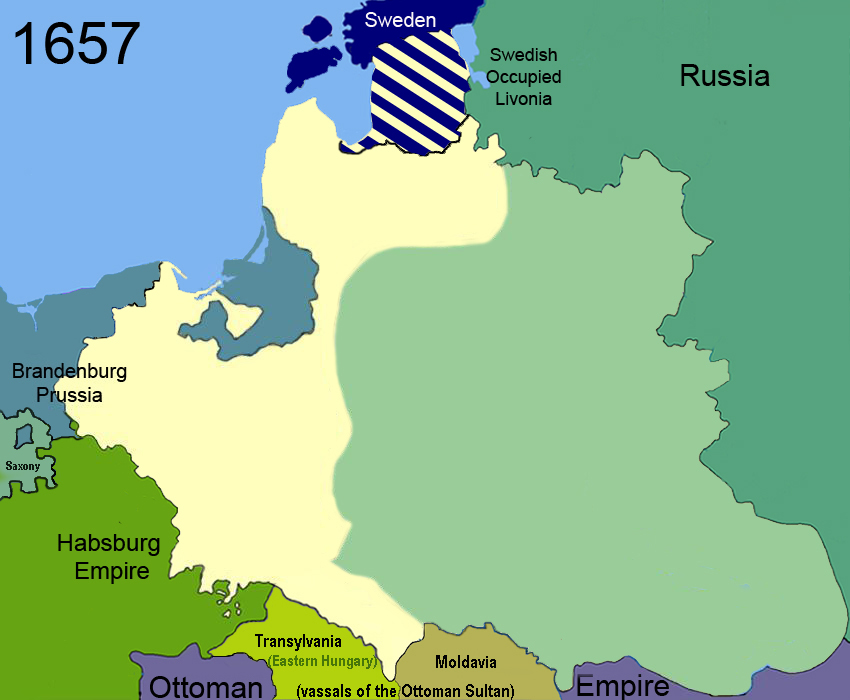
Regiunea hașurată alb / albastru reprezintă teritoriul polonez controlat de suedezi, iar regiunea colorată cu verde reprezintă teritoriile ocupate de ruși

Prin Tratatul de la Wehlau (Znamensk semnat pe 19 septembrie 1657 în timpul Potopului între Polonia și Brandenburg-Prusia, Prusiei îi era oferită independența în schimbul ajutorului în lupta împotriva Suediei

### 1660

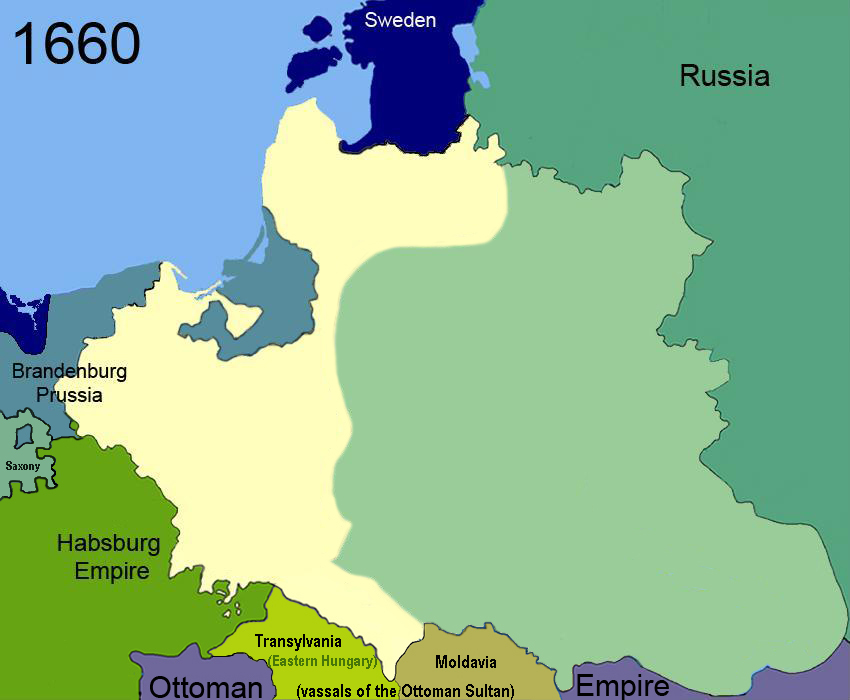
Regiunea colorată cu verde reprezintă teritoriile ocupate de ruși

Regele Ioan Cazimir al II-lea Vasa a renunțat prin semnarea Tratatului de la Oliva la pretențiile asupra coroanei suedeze, pe care monarhul polonez ar fi moștenit-o de la tată său, Sigismund al III-lea Vasa. Polonia a cedat în mod oficial prin acest tratat de pace Livonia și orașul Riga, care se aflau de facto sub controlul suedez de peste 30 de ani. Pacea de la Oliva a pus capăt conflictului polono-suedez.

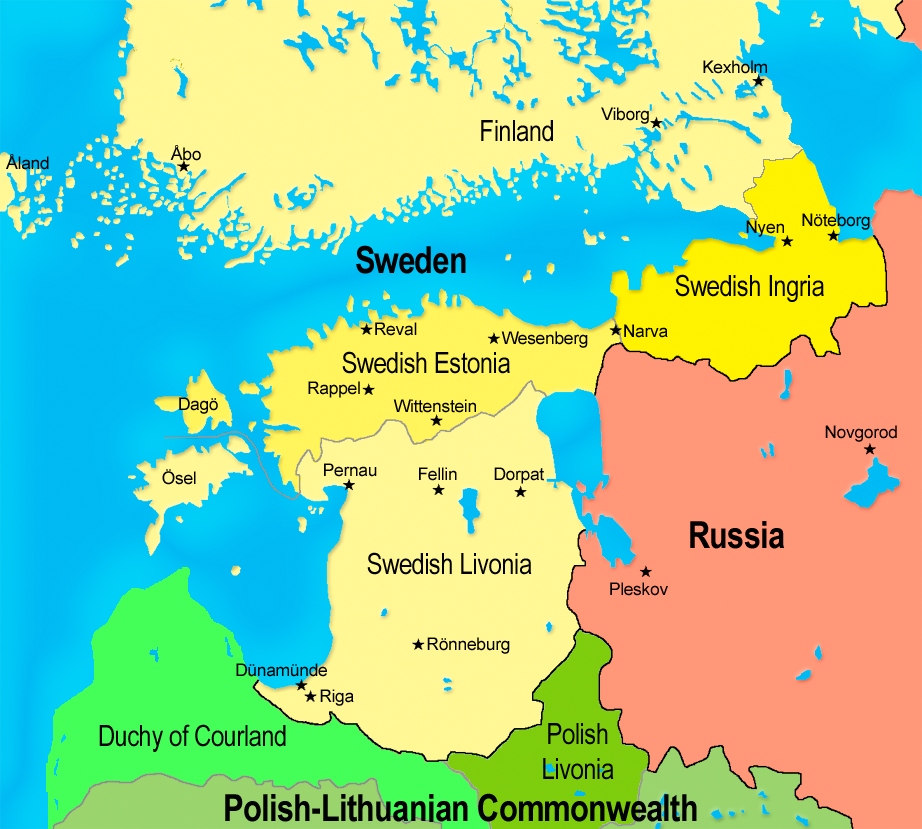
Harta Livoniei sub control suedez

### 1667

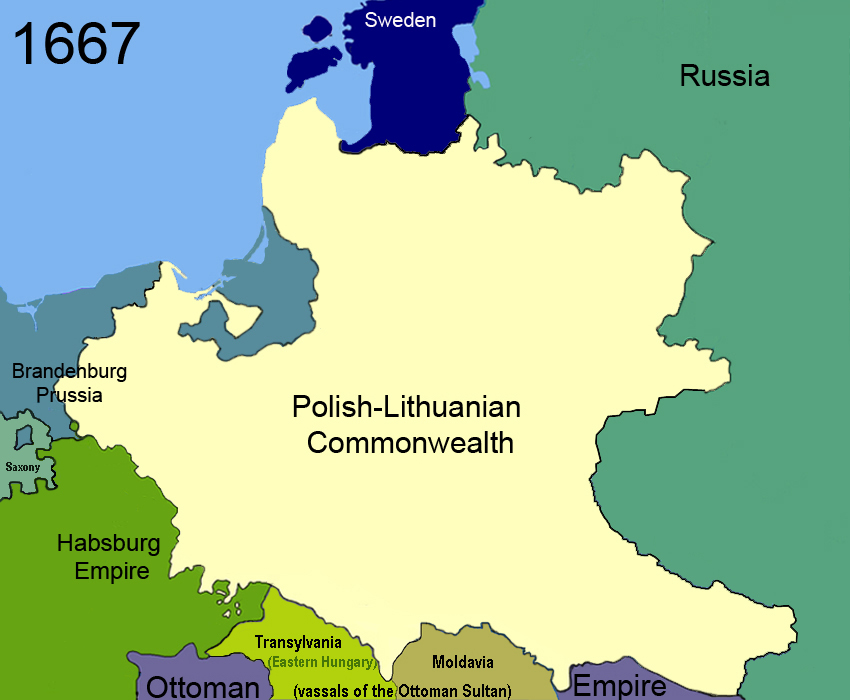
Modificările teritoriale ale Poloniei în 1667

Războiul ruso-polonez (1654–1667) s-a încheiat cu semnarea pacea de la Andrusovo din ianuarie 1667. Acest tratat de pace i-au permis Rusiei să își asigure controlul asupra Ucrainei răsăritene. Polonia a păstrat controlul asupra Ucrainei apusene. Acest tratat de pace a pus capăt ocupației ruse asupra teritoriilor poloneze și a sfârșit șirul luptelor Potopului. Populația statului polono-lituanian a scăzut aproape la jumătate în timpul Potopului datorită luptelor, masacrelor și bolilor. Războiul a distrus baza economică a orașelor și a acutizat fervoarea religioasă, până la a pune capăt toleranței confesionale.

### 1672

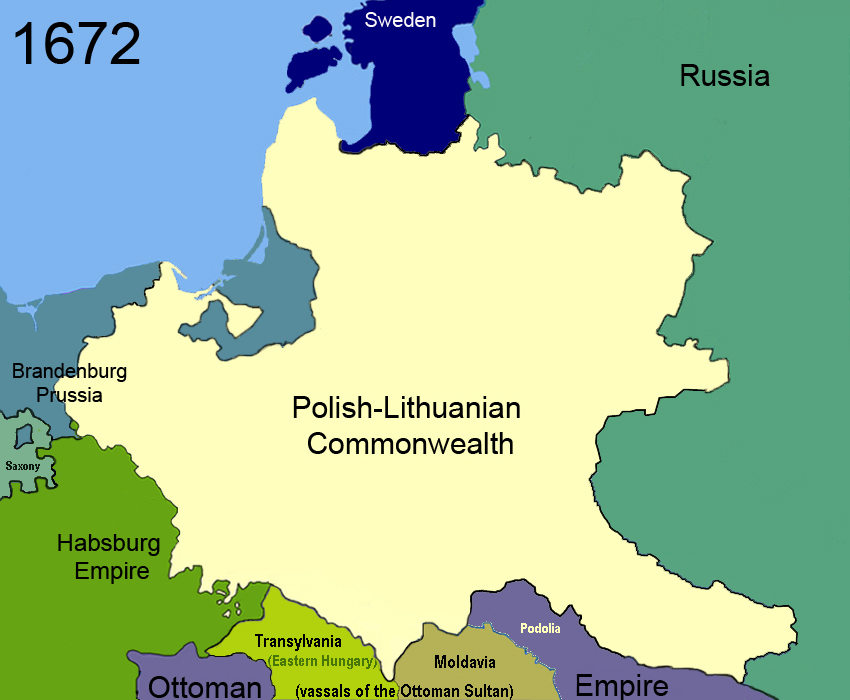
Pierderea Podoliei în 1672

După încheierea războiului cu otomanii din 1672-1676 Rzeczpospolita a fost nevoită să cedeze Podolia prin tratatul de la Buczacz.

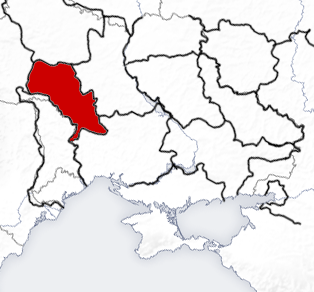
Regiunea Podoliei

### 1686

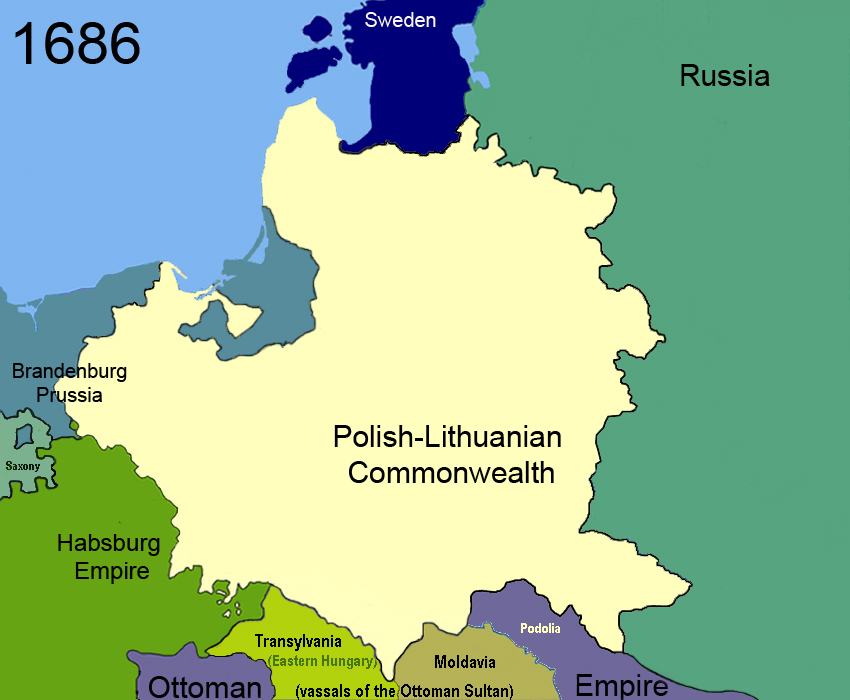
Modificările teritoriale ale Poloniei în 1686

Tratatul de pace eternă a fost semnat de Țaratul Rusiei și Rzeczpospolita pe 6 mai 1686 la Moscova. Tratatul reconfirma pacea de la Andrusovo din 1667. Tratatul asigura controlul ferm al Rusiei asupra Ucrainei răsăritene, Zaporojiei, regiunii Siverskîi, orașelor și regiunilor adiacente Cernigău, Starodub și Smolensk, respectiv al Poloniei asupra Ucrainei apusene.

### 1699

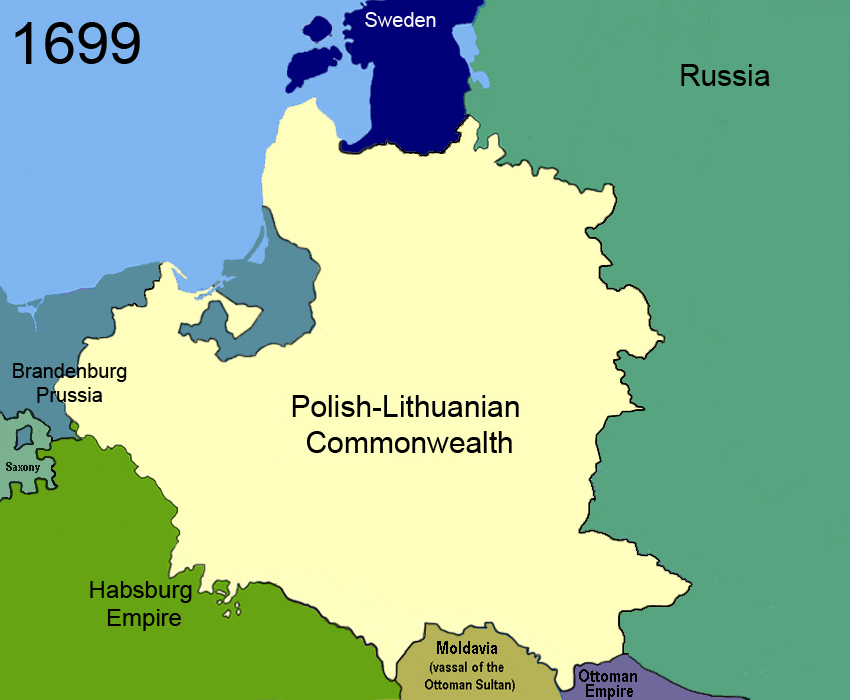
Modificările teritoriale ale Poloniei în 1699

Tratatul de la Karlowitz a fost semnat pe 26 ianuarie 1699 în  Sremski Karlovci, un oraș aflat în zilele noastre în Serbia. Acest tratat a fost urmarea a două luni de negocieri între Imperiul Otoman și Liga Sfântă (o coaliție a mai multor puteri europene, printre care Habsburgii, Rzeczpospolita, Veneția și Rusia) . Tratatul punea capăt conflictului austro-otoman din 1683–1697, început cu Asediul Vienei și încheiat cu bătălia de la Senta. Otomanii au trebuit să cedeze cea mai mare parte a Ungariei, Transilvaniei și Slavoniei Austriei, Podolia Poloniei, în vreme ce cea mai parte a Dalmației. Moreea și insula Creta  au trecut sub controlul Veneției.

### 1772

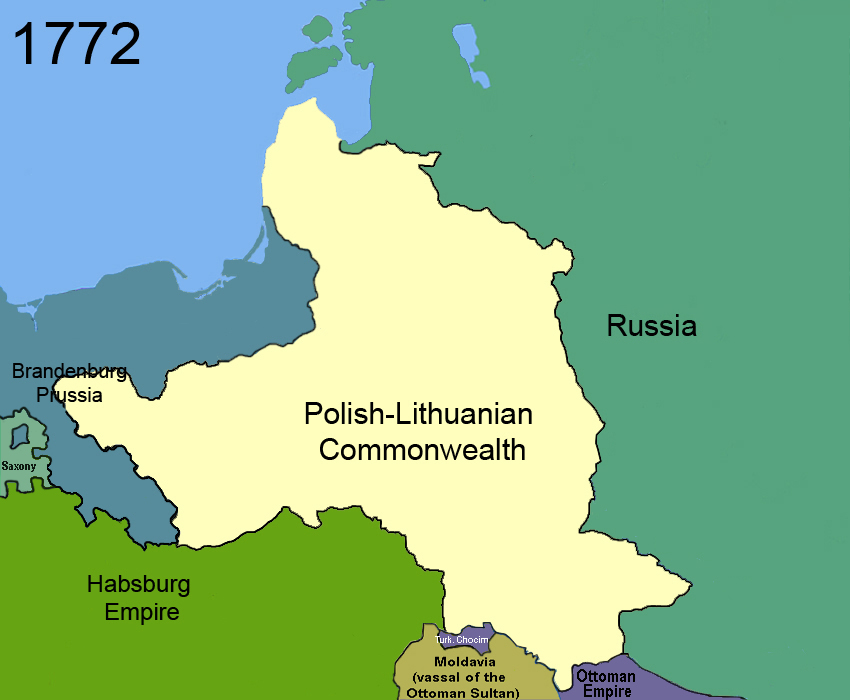
Prima împărțire a Poloniei din 1772

În februarie 1772 a fost semnat la Viena primul acord din șirul celor trei pentru împărțirea Poloniei. La începutul lunii august, armatele ruse, prusace și austriece au invadat simultan statul polono-lituanian, ocupând provinciile prevăzute în actul semnat la Viena. După prima împărțire, Rzeczpospolita  a pierdut 211.000 km2, adică 30% din teritoriu, cu peste 5 milioane de locuitori.

### 1793

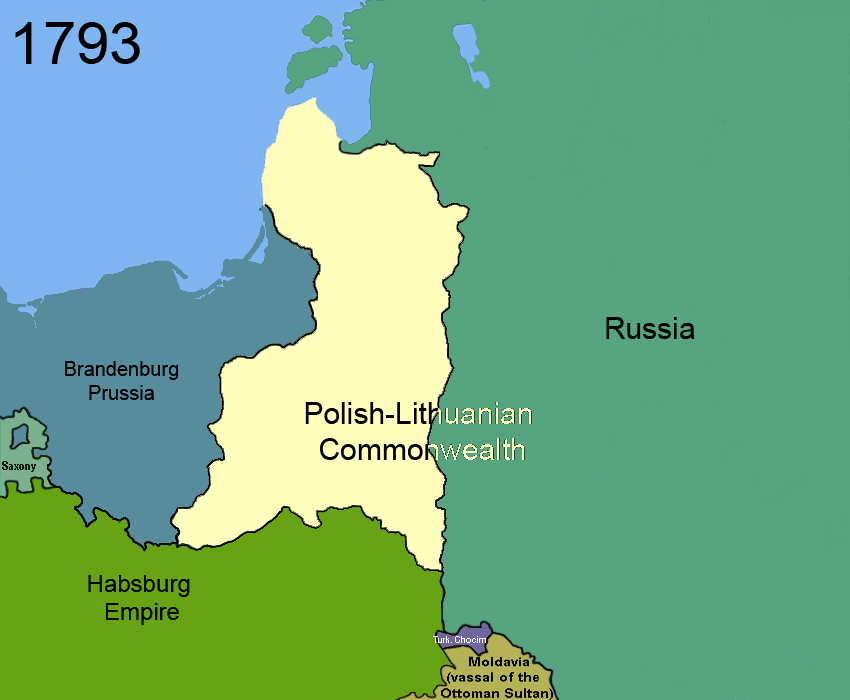
A doua împărțire a Poloniei din 1793

Până spre sfârșitul secolului al XVIII-lea, situația Primei Republici Poloneze se deteriorase atât de mult, iar forțele sale armate ajunseseră atât de slabe, încât Rzeczpospolita  a fost forțată să se alieze în 1790 cu Prusia, unul dintre cei mai puternici inamici ai săi. Condițiile impuse Poloniei au favorizat în cele din urmă dezmembrarea uniunii statale polono-lituaniene.
Constituția poloneză din 1791 a recunoscut puterea crescută a burgheziei, a stabilit separarea puterii în stat și a eliminat abuzurile Seimului. Reformele inițiate la Varșovia au provocat reacția vecinilor Poloniei, care se temeau de renașterii puterii Rzeczpospolitei. Ca urmare a celei de-a doua împărțiri, Rusia și Prusia au ocupat teritorii uriașe, puternic populate. Polonia a mai rămas cu doar o treime din populația pe care o avusese în 1772.

### 1795

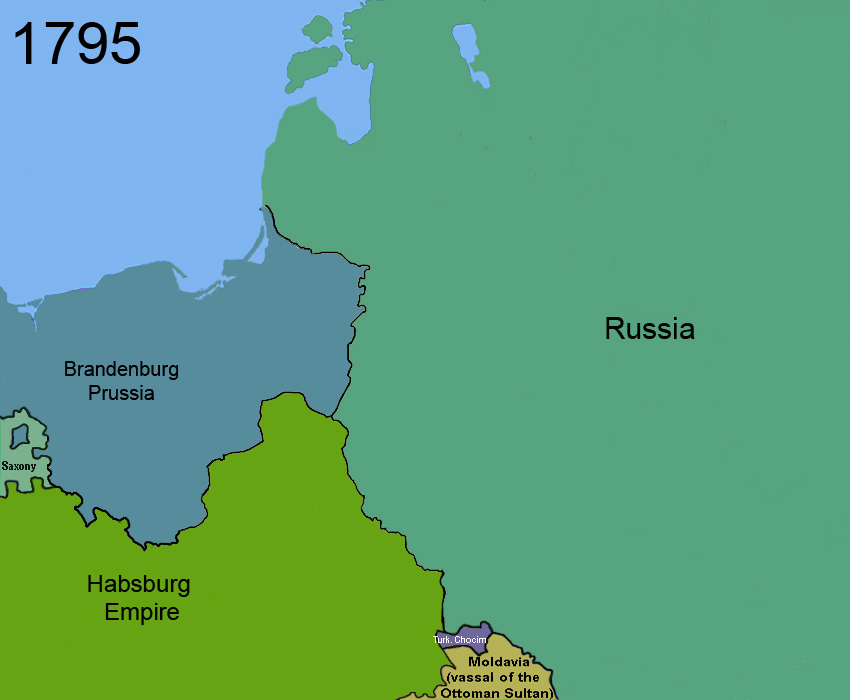
A treia împărțire a Poloniei în 1795

Rebeliunea lui Kosciuszko, prin care insurgenții au căutat să elibereze teritoriul polonez de ocupanții străini, a avut o serie de succese inițiale, dar a fost înfrântă în cele din urmă de forțele Imperiului Rus . Puterile vecine, luând în considerație radicalizarea a ceea ce mai rămăsese din statul polono-lituanian, au hotărât să șteargă Rzeczpospolita  de pe harta politică.  Pe 24 octombrie 1795, reprezentanții vecinilor statului polono-lituanian au semnat un tratat prin care împărțeau ceea ce mai rămăsese din Rzeczpospolita Obojga Narodów.

### 1807

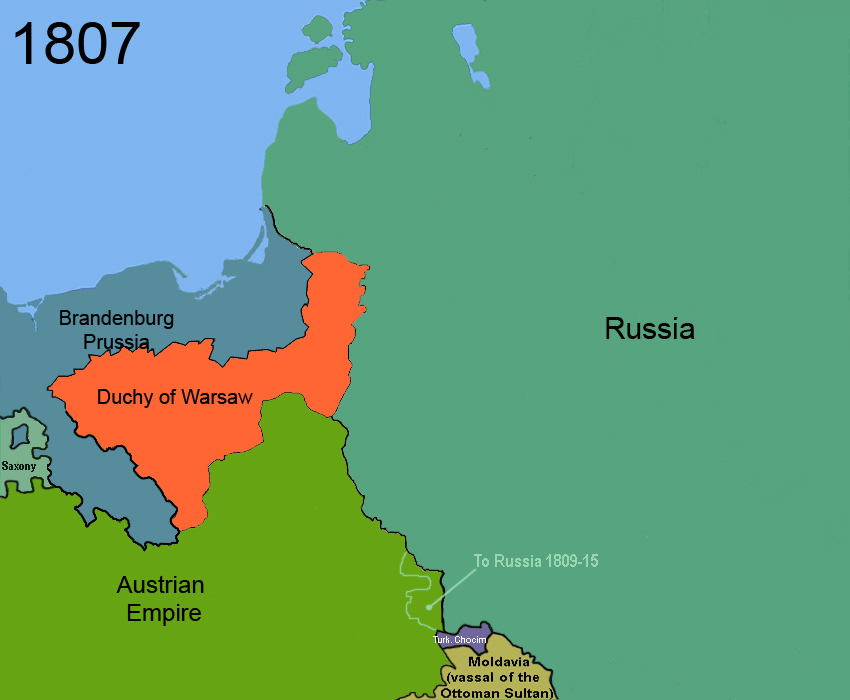
Modificările teritoriale ale Poloniei în 1807

Încercările lui Napoleon Bonaparte de creare și consolidare a unui imperiu european au adus statul francez în conflict cu puterile care participaseră la împărțirile Polonei cu doar un deceniu mai înainte. Voluntarii polonezi s-au alăturat în număr  mare armatei napoleoniene, sperând că prin participarea lor la lupte alături de francezi vor facilita recucerirea independenței statului lor .
Ducatul Varșoviei a fost un stat fondat de Napoleon în 1807 din teritoriile cedate de Regatul Prusiei prin tratatul de la Tilsit. Ducatul a fost păstrat în uniune personală cu Saxonia, condusă de un aliat al lui Napoleon, Frederic I  .

### 1815

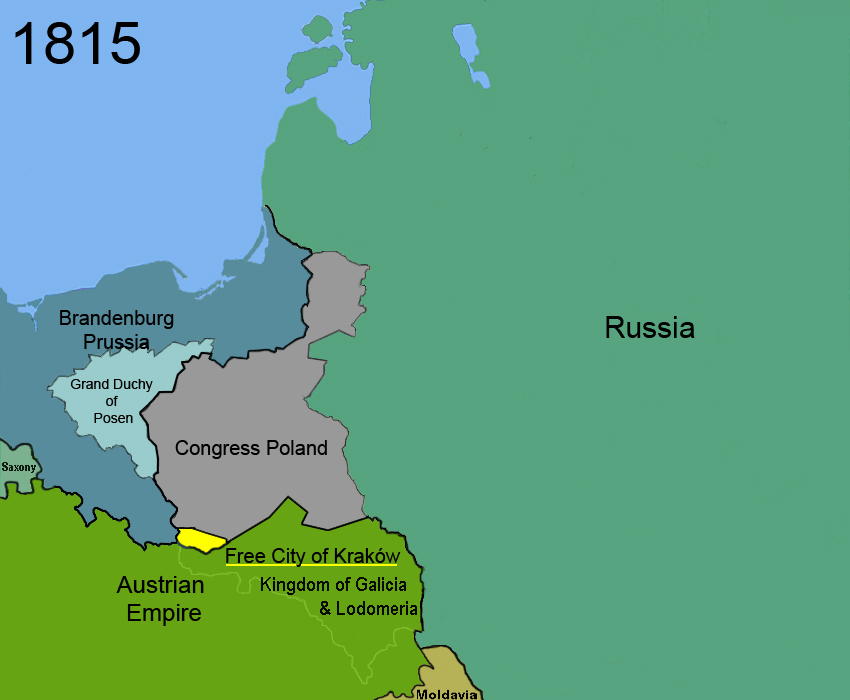
Modificările teritoriale ale Poloniei în 1815

După înfrângerea lui Napoleon în Rusia în campania din 1812 și în campaniile care au urmat până în 1815, Ducatul Varșoviei a fost ocupat de Rusia și Prusia după semnarea acordurilor de la Viena.

#### Polonia Congresului
Polonia Congresului a fost creată prin hotărârea  Congresului de la Viena dintr-o parte a teritoriului Ducatului Varșoviei, după reorganizarea statelor europene la încheierea războaielor napoleoniene .

#### Marele Ducat de Posen
Marele Ducat de Posen a fost o regiune a Regatului Prusiei care a fost formată în perioada 1815 - 1848  în teritoriile ceea ce era cunoscute și ca Wielkopolska (Polonia Mare). Congresul de la Viena prevedea ca acest ducat să se bucure de un anumit grad de autonomie. În fapt, ducatul era direct subordonat Prusiei, iar drepturile polonezilor stipulate în sus-numitul acord nu au fost niciodată respectate. Numele a fost folosit în mod neoficial, în special de polonezi, pentru desemnarea acestui teritoriu și este folosit de unii istorici pentru denumirea mai multor entități politice de până în anul 1918. Capitala ducatului a fost Posen (Poznań) .

#### Orașul Liber Cracovia
Orașul Liber, Independent și Strict Neutru Cracovia și teritoriul înconjurător, cunoscut și ca „Republica Cracovia”, a fost un oraș-stat creat prin hotărârea Congresului de la Viena în 1815.

### 1831

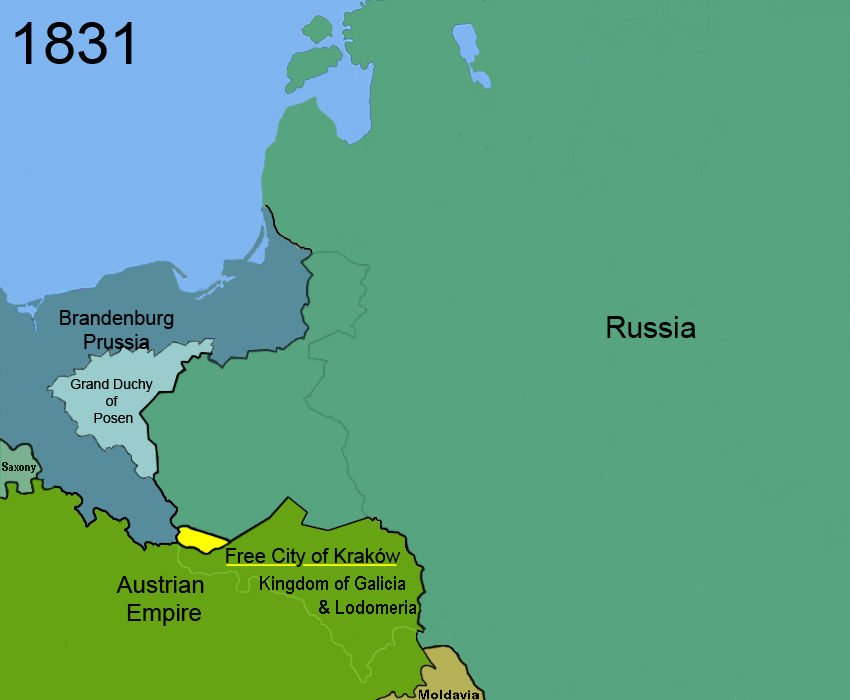
Modificările teritoriale ale Poloniei în 1831

După Revolta din Noiembrie, Polonia Congresului ș-a pierdut statutul de stat suveran în 1831, iar statul a fost reorganizat. Rusia a emis un Regulament Organic prin care păstra drepturile cetățenilor, dar desființa Seimul. Prin aceasta, Polonia a trecut sub administrația militară rusă directă.

### 1846

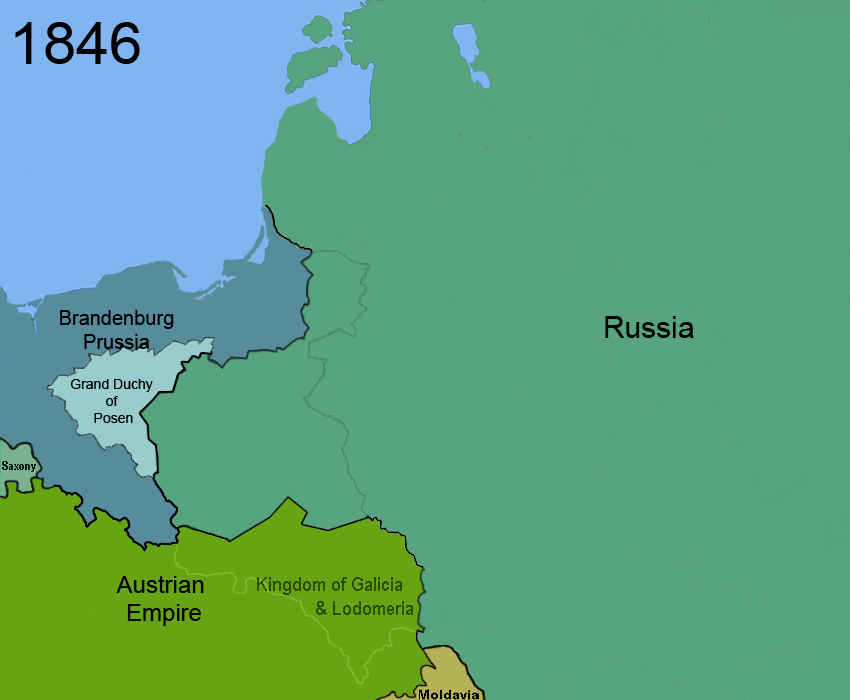
Modificările teritoriale ale Poloniei în 1846

După eșecul Revoltei din Cracovia, Orașul Liber a fost anexat de Imperiul Austriac.

### 1848

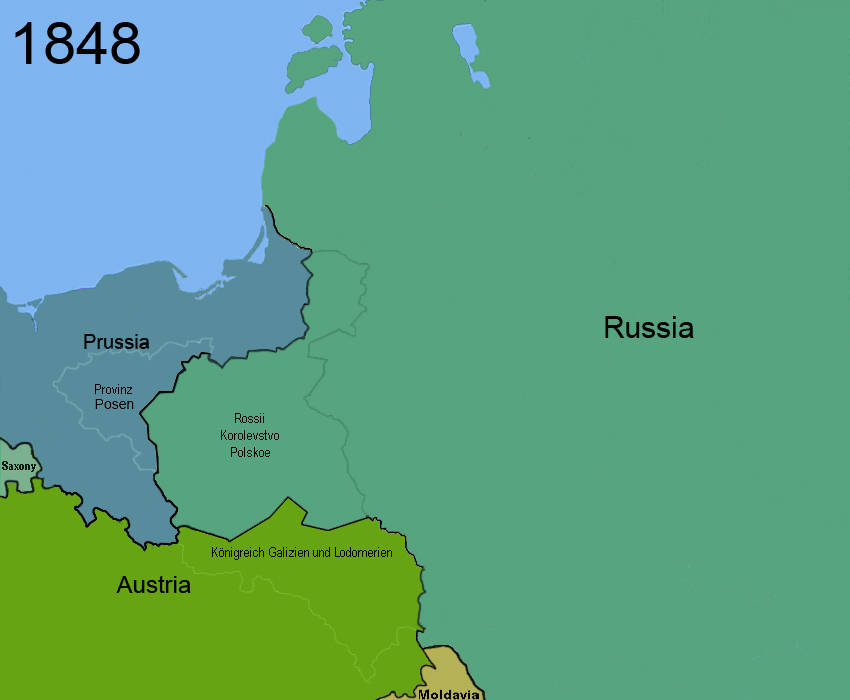
Modificările teritoriale ale Poloniei în 1848

După înfrângerea Poloniei Congresului, o serie de prusaci liberali și-au exprimat simpatia pentru restaurarea statului polonez. În primăvara anului 1848, noul guvern liberal prusac au acordat un anumit grad de autonomie Marelui Ducat de Posen, în speranța că acest gest va contribui la cauza noului stat polonez. Datorită în principal reacție minorității germanofone din Posen, guvernul Prusac a revocat primele măsuri de liberalizare. În aprilie 1848, armata prusacă a dezarmat milițiile poloneze și comitetele naționale poloneze care apăruseră în martie. Spre sfârșitul anului, Ducatul de Posen și-a pierdut ultimele vestigii ale autonomiei și a fost transformat în provincie a regatului.

### 1918

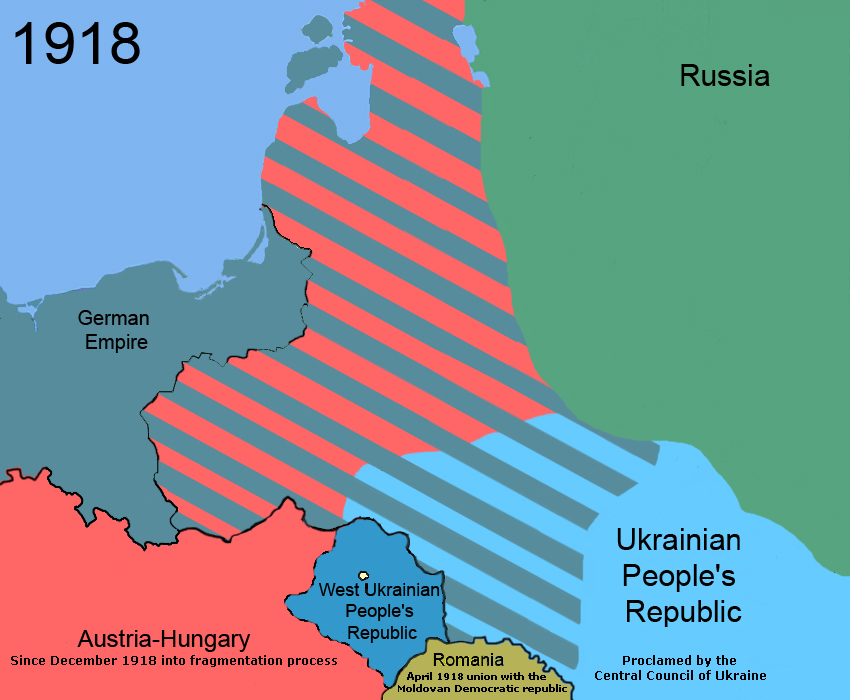
Modificările teritoriale din Europa de Răsărit conform prevederilor Tratatului de la Brest-Litovsk (zona hașurată cu roșu și verde)

Pe 1 noiembrie 1918 a fost proclamată Republica Populară a Ucrainei Apusene cu capitala la Lviv. Acest stat efemer a încercat să-și asigure controlul asupra Galiției răsăritene, inclusiv asupra regiunii Munților Carpați până la orașul Nowy Sącz în vest, dar și asupra regiunilor Volânia, Zacarpatia și Bucovina. În ciuda faptului că majoritatea populației noii republici era formată din etnici ucraineni, o bună parte a acesteia era revendicată de polonezi. În Lviv, ucrainenii au primit cu  bucurie proclamarea Republicii Populare Ucrainene, numeroasa populație evreiască nu a reacționat, sau a acceptat autoritatea ucrainenilor, dar polonezii au luat atitudine împotriva independenței noului stat.

### 1919

#### Renașterea Poloniei

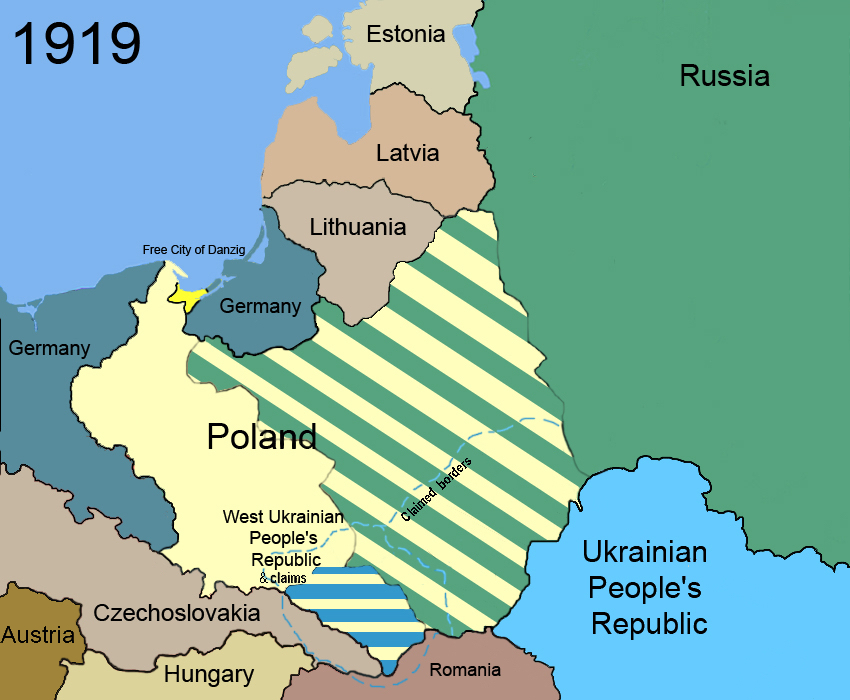
Modificările teritoriale ale Poloniei în 1919. Regiunea hașurată alb - verde indică maximum înaintării bolșevice, respectiv poloneze în timpul Războiului polono-sovietic. Regiunea hașurată cu alb – albastru reprezintă teritoriul pentru care polonezii au luptat cu ucrainenii

După încheierea Primului Război Mondial, poporul polonez s-a ridicat la luptă în Poznan pe 27 decembrie 1918 pentru renașterea  statului național după un discurs patriotic al pianistului Ignacy Paderewski. Luptele au continuat până pe 28 iunie 1919, când a fost semnat Tratatul de la Versailles, care consfințea renașterea statului polonez. Polonia a primit teritorii ce aparținuseră Imperiului German învins după cum urmează:
- Cea mai mare parte a provinciei Posen. Acest teritoriu fusese oricum ocupat de polonezi în timpul  Insurecției din Wielkopolska în 1919[44].
- 70% din Prusia Apuseană, ceea ce asigura statului polonez accesul la Marea Baltică. Acest teritoriu era locuit de o minoritate de aproximativ 10% germani. A fost creat astfel Coridorul Polonez, viitorul măr al discordiei cu Germania Nazistă [45].
- Partea răsăriteană a Sileziei Superioare a revenit Poliei după convocarea unui plebiscit. 60% dintre respondenți au votat pentru cetățenia germană, iar restul pentru cea poloneză, aproximativ aceasta fiind proporția în care a fost împărțită regiunea[45].
- Regiunea orașului Działdowo, care asigura legătura pe cale ferată dintre Gdańsk și Varșovia [46].
- O mică regiune din Prusia Apuseană și Prusia Răsăriteană (Warmia și Mazuria) [47]

### Ocuparea de către Polonia a Republicii Populare a Ucrainei Apusene

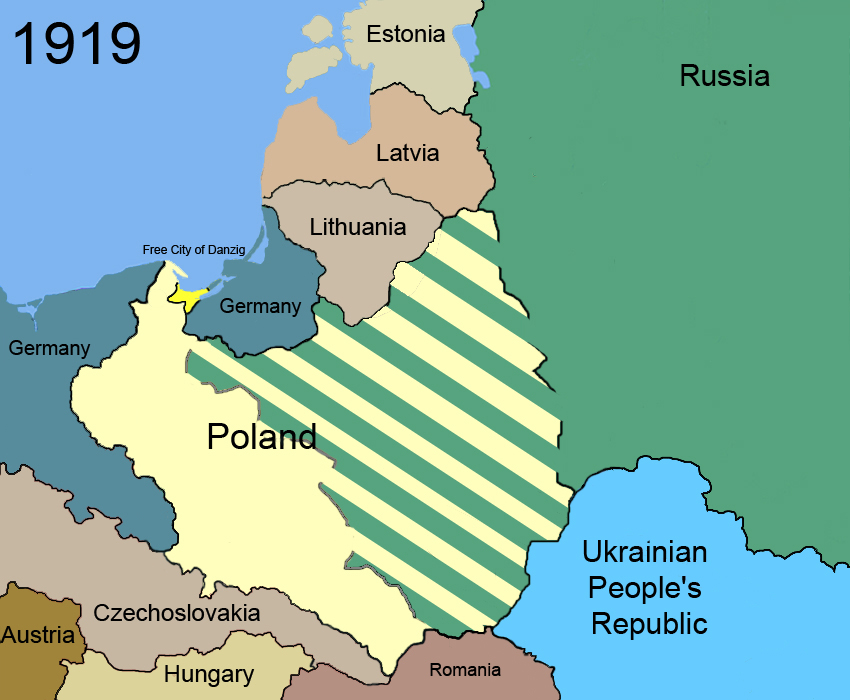
Modificările teritoriale ale Poloniei în 1919. Regiunea hașurată alb - verde indică maximum înaintării bolșevice, respectiv poloneze în timpul Războiului polono-sovietic.

Pe 17 iulie 1919 a fost semnată încetarea focului între Polonia și Ucraina. Ucrainenii au încercat sa-și consolideze forțele pe 22 ianuarie 1919, când Ucraina Apuseană s-a unit într-un act mai degrabă simbolic cu Republica Populară Ucraineană.  Încheierea păcii între cele două părți și eforturile diplomatice ale polonezilor au dus în cele din urmă la ocuparea a teritoriului Ucrainei Occidentale. Pe 25 iunie 1919, Consiliul Suprem Aliat a acceptat ca regiunea Galiției apusene (teritoriul Republicii Populare a Ucrainei Apusene) să treacă sub controlul Poloniei.

### Războiul polono-sovietic

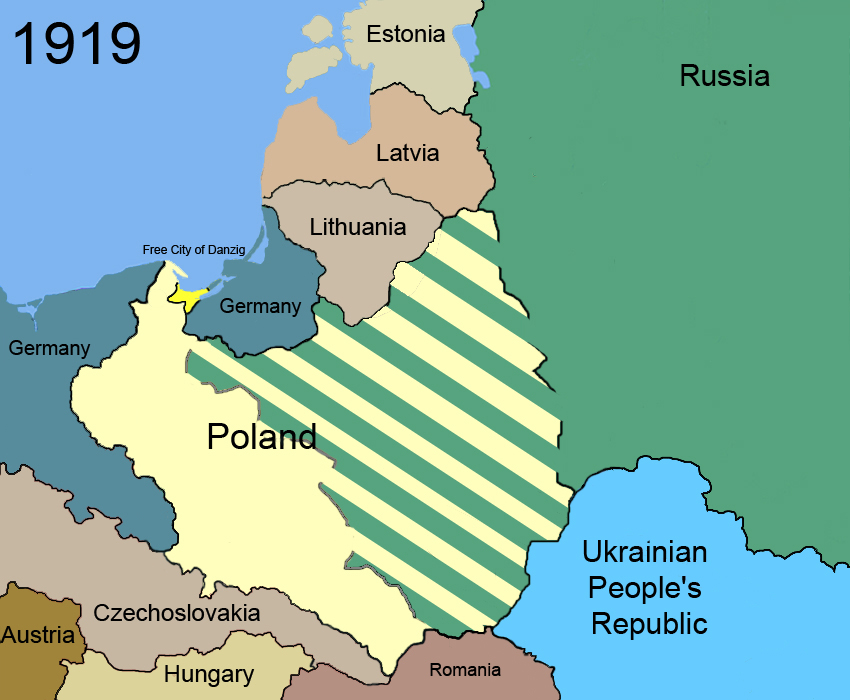
Modificările teritoriale ale Poloniei în 1919. Regiunea hașurată alb - verde indică maximum înaintării bolșevice, respectiv poloneze în timpul Războiului polono-sovietic.

Războiul polono-sovietic (februarie 1919 – martie 1921) a fost un conflict armat între Rusia  și Ucraina sovietică pe pe de-o parte și A doua Republică Poloneză și Republica Populară Ucraineană pe de alta. Războiul a avut ca principală cauză ambițiile expansioniste ale ambelor tabere. Polonia, a cărei statalitate fusese restabilită de puțină vreme după semnarea Tratatului de la Versailles, și ai cărei cetățeni erau încă marcați de drama împărțirilor succesive ale teritoriului național de la sfârsitul secolului al XVIII-lea, a încercat să-și asigure controlul asupra teritoriului pe care îl stăpânise până la desființarea statului de către vecini. Obiectivul tinerelor republici sovietice era controlul asupra teritoriilor pe care Imperiul Rus le câștigase în timpul procesului de partiționare succesivă a statului polono-lituanian.

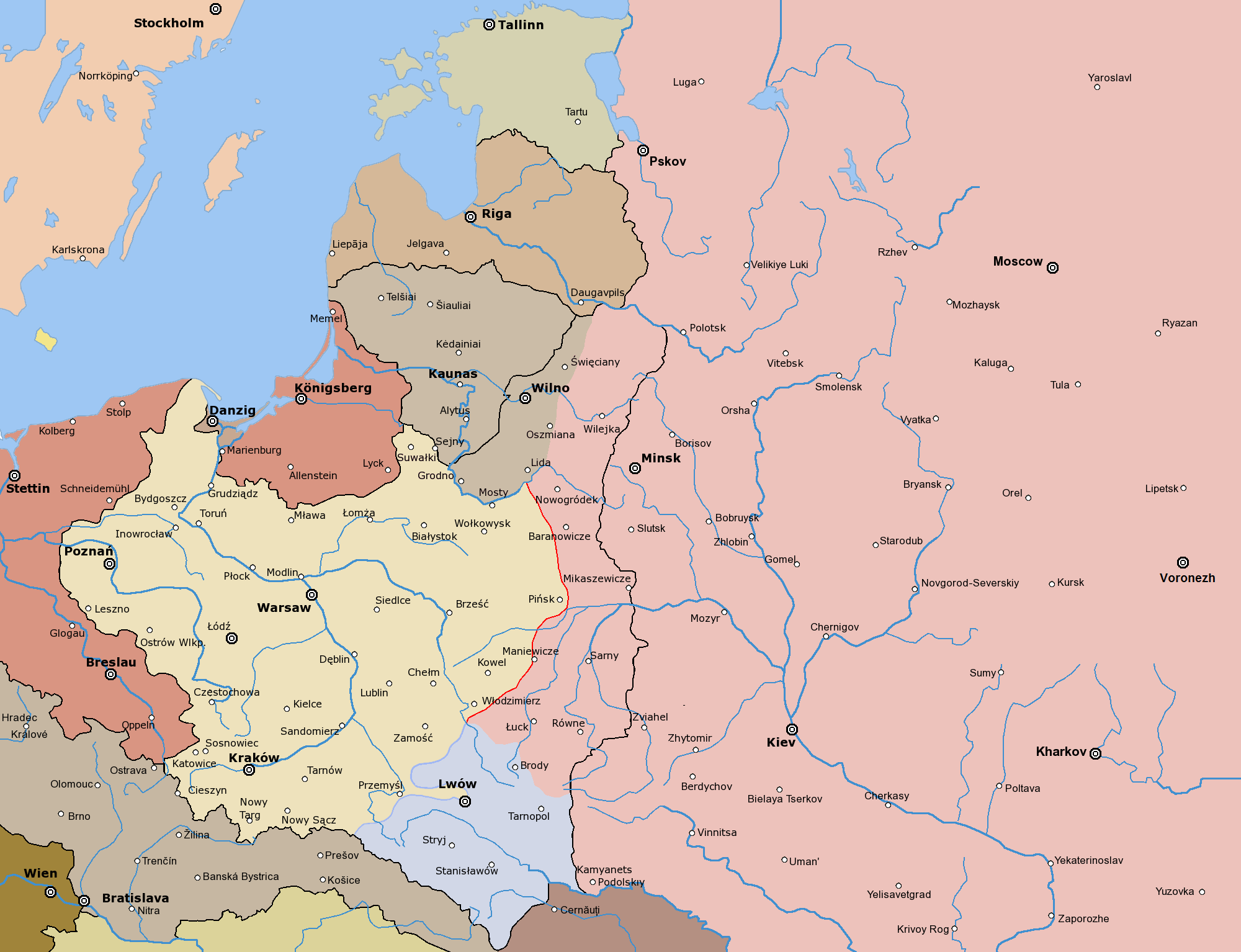
Martie 1919
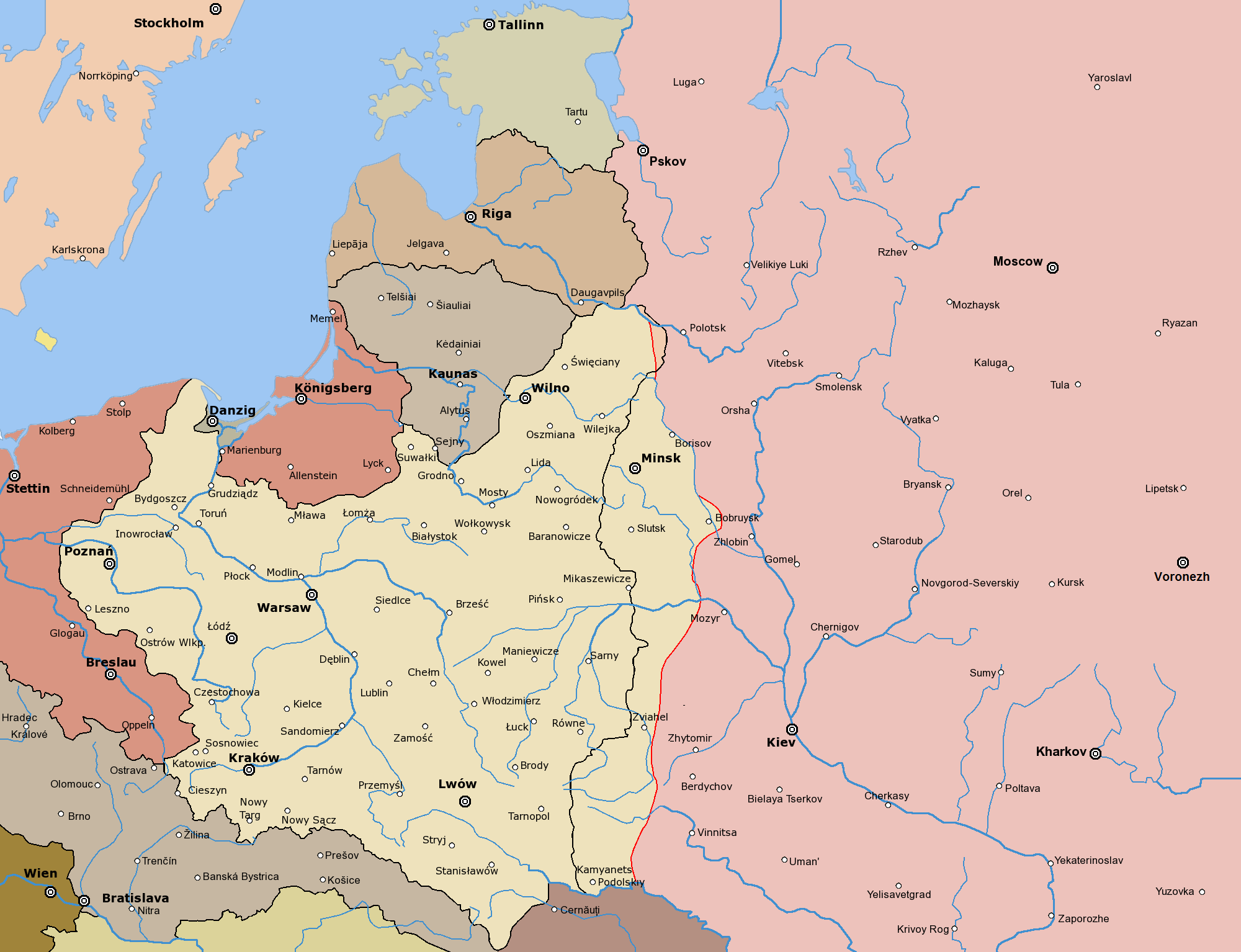
Decembrie 1919
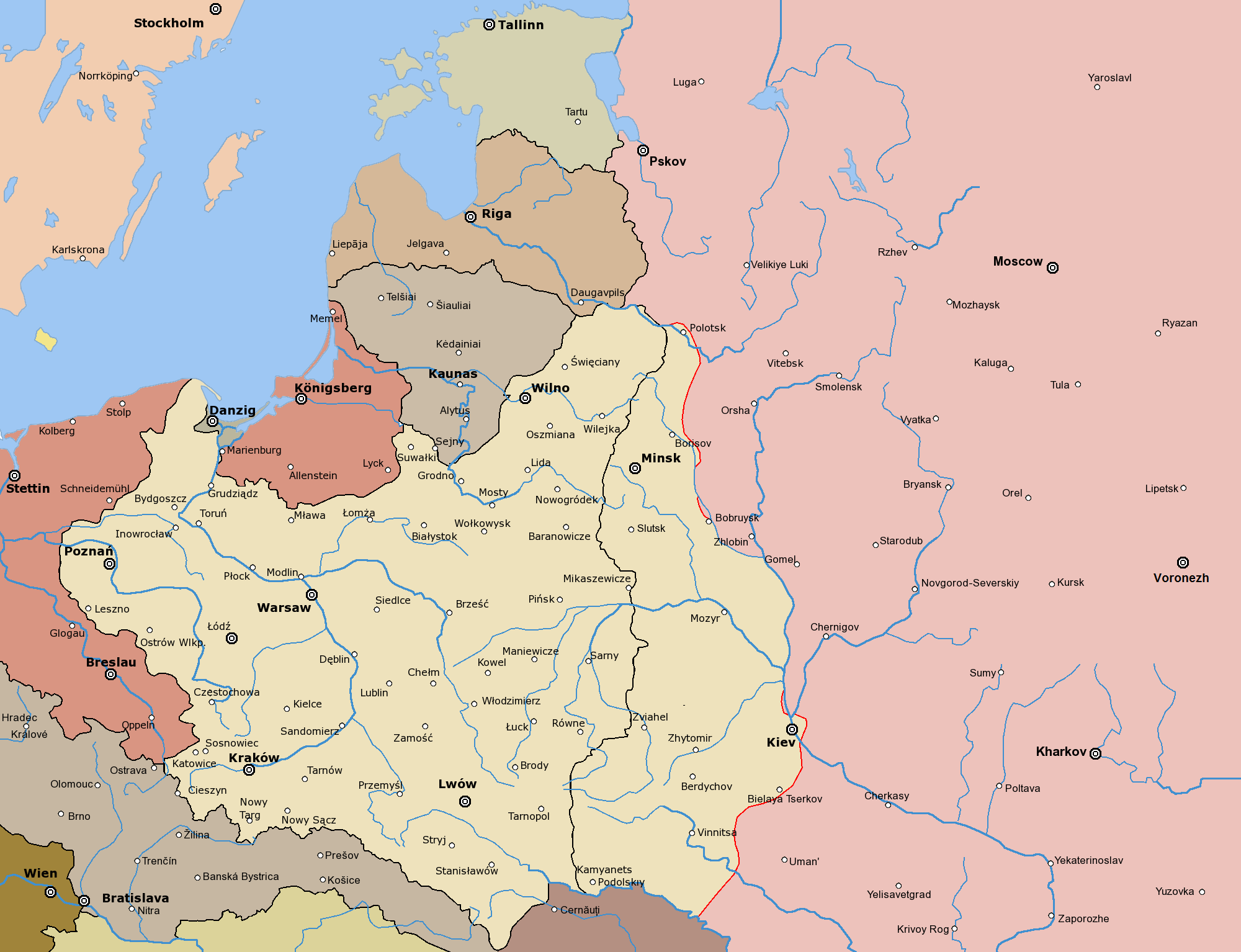
Iunie 1920
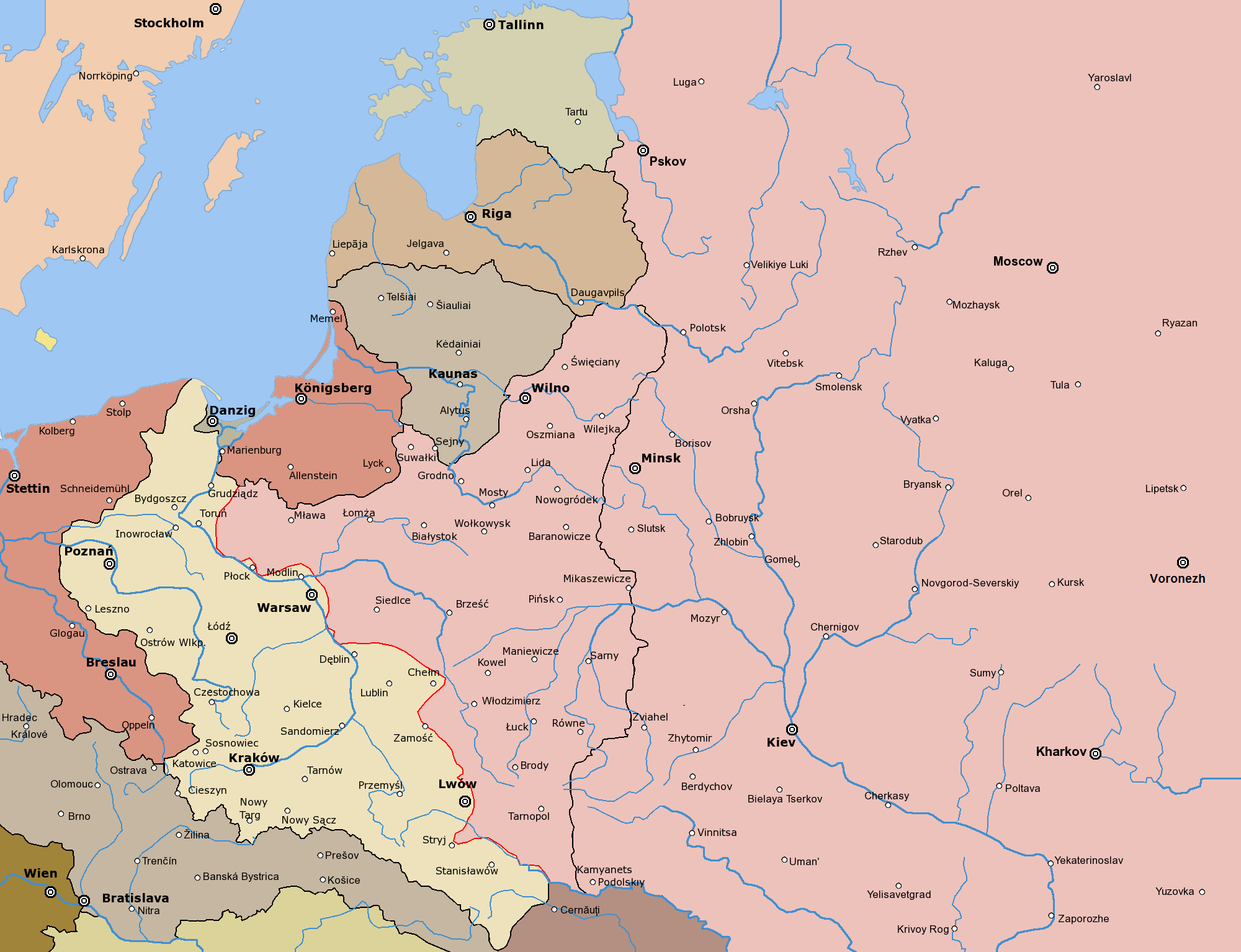
August 1920
Tratatul de la Riga

### 1920

#### Războiul polono-lituanian

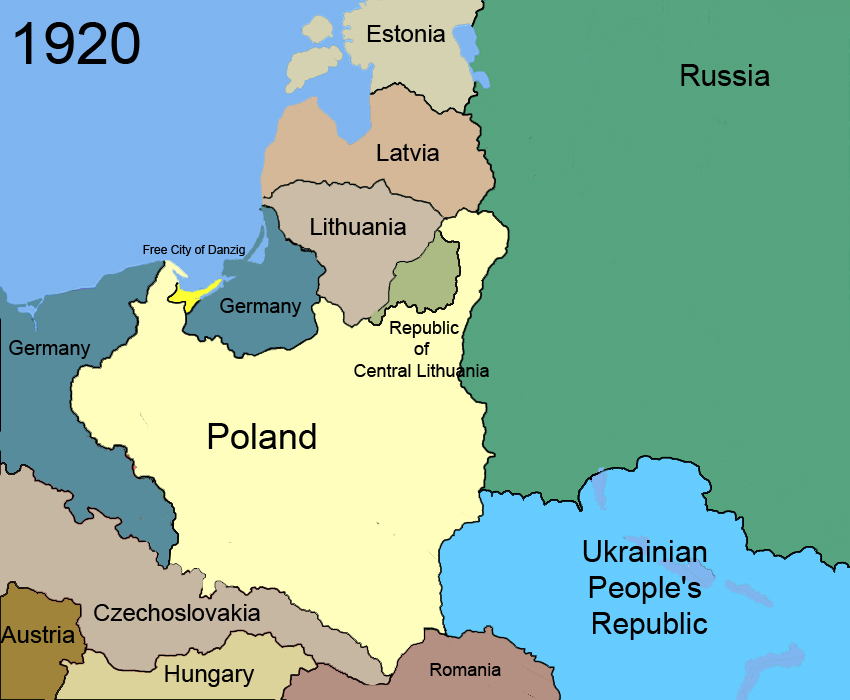
Modificările teritoriale ale Poloniei în 1920 prevăzute prin Tratatul de la Riga (1920)

Războiul polono-lituanian a fost un conflict militar dintre Lituania și A doua Republică Poloneză care a durat între august – octombrie 1920, la scurtă vreme după ce cele două țări și-au recăpătat independența. Acest conflict a vizat controlul asupra orașelor Vilnius (Wilno), Suwałki, Sejny și Augustów.

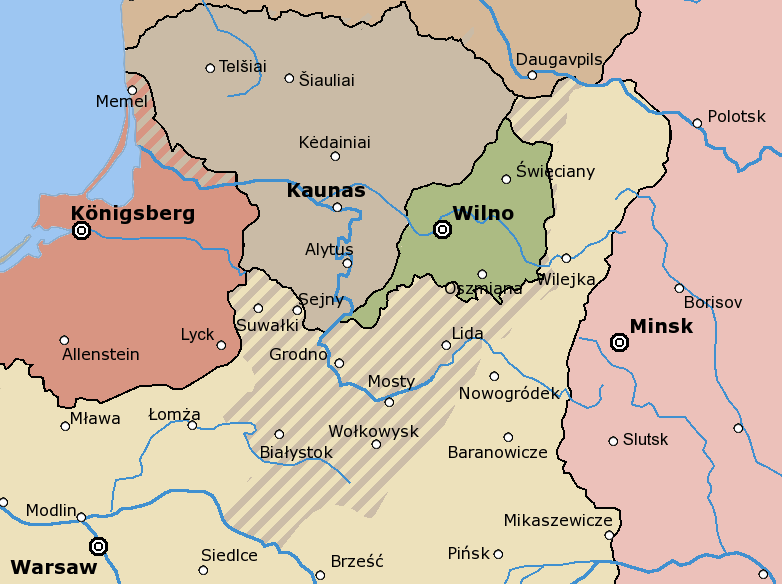
Pretențiile teritoriale lituaniene

După încheierea Primului Război Mondial a fost creată Republica Lituaniei Centrale în 1920, după o pseudo-rebeliune înscenată de comandantul Divizei 1 lituaniano-belarusă a armatei poloneze. Rebeliunea a avut sprijinul aviației, cavaleriei și artileriei poloneze. Republica Lituaniei Centrale a ocupat un teritoriu în jurul capitalei istorice a Marelui Ducat al Lituaniei, Vilnius. Republica a servit ca un stat tampon  între Polonia, (care îi asigura existența) și Lituania (care avea pretenții teritoriale asupra regiunii).

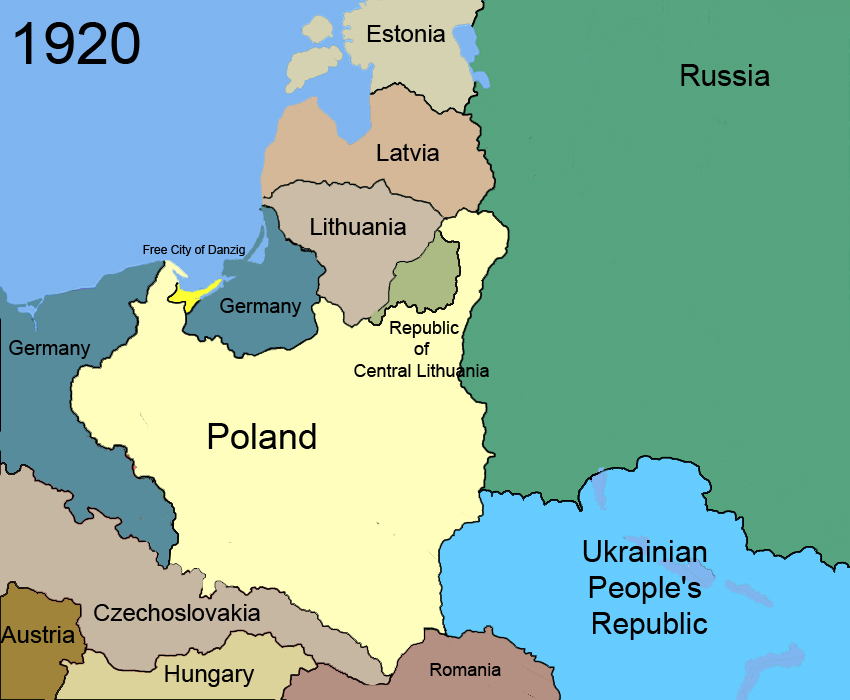
Modificările teritoriale ale Poloniei în 1920 – granițele stabilite pe 18 octombrie

La scurtă vreme după victoria polonezilor în Bătălia de la Varșovia, bolșevicii au hotărât să ceară pacea. La rândul lor, polonezii, epuizați de război și continuu presați de guvernele occidentale și Liga Națiunilor, dar aflați în avantaj din punct de vedere militar, erau dornici la rândul lor să încheie pacea. Sovieticii au făcut două oferte de pace, una pe 21 septembrie și mai apoi o săptămână mai târziu. Polonezii și-au prezentat contraoferta pe 2 octombrie. Trei zile mai târziu, sovieticii au venit cu noi propuneri, pe care polonezii le-au acceptat în final. Armistițiul dintre Polonia pe de-o parte și Rusia și Ucraina sovietice a fost semnat pe 12 octombrie, devenind efectiv pe 18 octombrie. A urmat o serie de negocieri încheiate prin semnarea Tratatului de pace de la Riga din martie 1921. Până în zilele noastre istoricii polonezi și ruși evaluează diferit rezultate războiului și atribuie propriilor state victoria în acest război. În raportul de la a Conferința a 9-a a Partidului Bolșevic de pe 20 septembrie 1920, V. I. Lenin avea să numească războiul „Pe scurt, o înfrângere gigantică și nemaiauzită”.

#### Negocierile cu Cehoslovacia

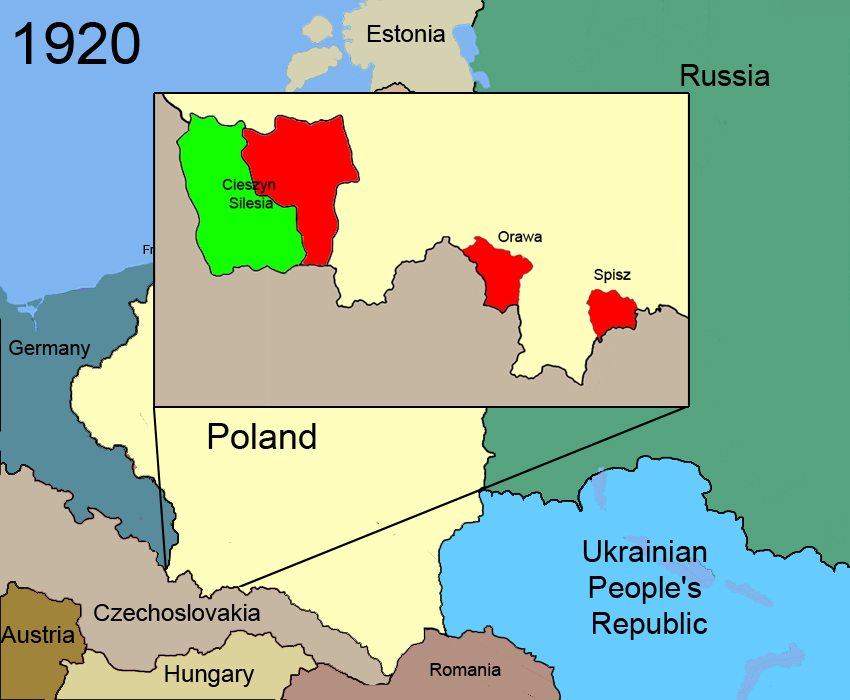
Rectificările graniței dintre Cehoslovacia (verde) și Polonia (verde)

Diplomații polonezi și cehoslovaci s-au întâlnit la sfârșitul Primului Război Mondial pentru trasarea unei granițe comun acceptate. În momentul în care armistițiul de la Compiègne a fost semnat, cea mai mare parte a graniței polono-cehoslovace fusese trasată cu excepția a trei mici regiuni cu importante comunități poloneze, respectiv cehoslovace.
Ducatul Cieszyn
Silezia Cieszynană, sau Ducatul Cieszyn  (Teschen / Tesin)  a fost o regiune de întindere mică în care recensămintele antebelice au relevat o majoritate poloneză în trei districte, respectiv cehă în patru districte. Regiunea era importantă datorită bazinului carbonifer din zona Karvina și a căii ferate Košice – Bohumín, care lega Boemia de Slovacia. În nordul regiunii Silezia Cieszynană, calea ferată care făcea legătura cu Bohumín (Oderberg / Bohumin) folosea pentru transportul internațional de mărfuri și persoane.
Pretențiile asupra acestor regiuni au dus la un conflict violent de scurtă durată în 1919, „Războiul de șapte zile” între cei doi vecini. Guvernele aliate au exercitat presiuni asupra ambelor părți beligerante, iar pe 3 februarie 1919 s-a căzut de acord asupra unei încetări a focului. Pe baza structurii etninice a regiunii, teritoriul a fost împărțit între Polonia și Cehoslovacia pe 5 noiembrie 1918.Această înțelegere avea să fie modificată în timpul Conferinței Principalelor Puteri Aliate și Asociate de la Spa (Belgia) de pe 28 iulie 1920. Cieszyn (Teschen) a fost împărțită de-a lungul râului Olza între cei doi vecini. Partea vestică a orașului Cieszyn (sub denumirea Český Těšín), calea ferată și bazinul carbonifer Karvina au trecut sub autoritatea cehoslovacă Polonia a primit regiunea de la răsărit de râul Olza. Conferința Ambasadorilor Principalelor Puteri Aliate și Asociate ai împărțit regiunea într-un moment în care Armata Roșie înaintase până în fața Varșoviei în timpul conflctului polono-sovietic. Mai târziu avea să se afle că această împărțire a regiunii a fost rezultatul unei înțelegeri secrete dintre Edvard Beneš și oficialii britanici și francezi.

Orawa și Spisz
Regiunea Orawa (Orava) este situată de-a lungul râului omonim, între Zazriva și Munții Tatra. Spisz (Spiš)  este situată între Tatra Mare și râul Dunajec în nord, izvoarele râului Váh în vest, Munții Metaliferi și  râul Hnilec în sud și o linie imaginară care se întinde între orașele Stará Ľubovňa și Margecany în est. Stabilirea granițelor celor două regiuni a fost făcută în mod arbitrar, grupurile etnice poloneze au militat activ pentru alipirea la Polonia. Au apărut în epocă scrieri care afirmau că în regiunea Orawa trăiesc 300.000 de polonezi.

În timpul Conferinței Ambasadorilor  s-a hotărât ca Cehoslovacia să cedeze Poloniei o serie de sate din regiunile Orawa și Spisz regions, inclusiv localitățile Oravy Srnie, Podvlk, Harkabúz, Nižná Zubrica, Vyšná Zubrica, Oravka, Bukovina-Podsklie, Pekelník, Jablonka, Chyžné, Hladovka, Suchá Hora, Vyšná Lipnica, o parte a Nižné Lipnice Fridman (Falštin), Krempach, Tribš, Durštín, Čierna Hora, Jurgov, Repiská, Vyšné lapse, Nižné lapse, Nedeca, Kacvín și Lapšanka.

### 1921

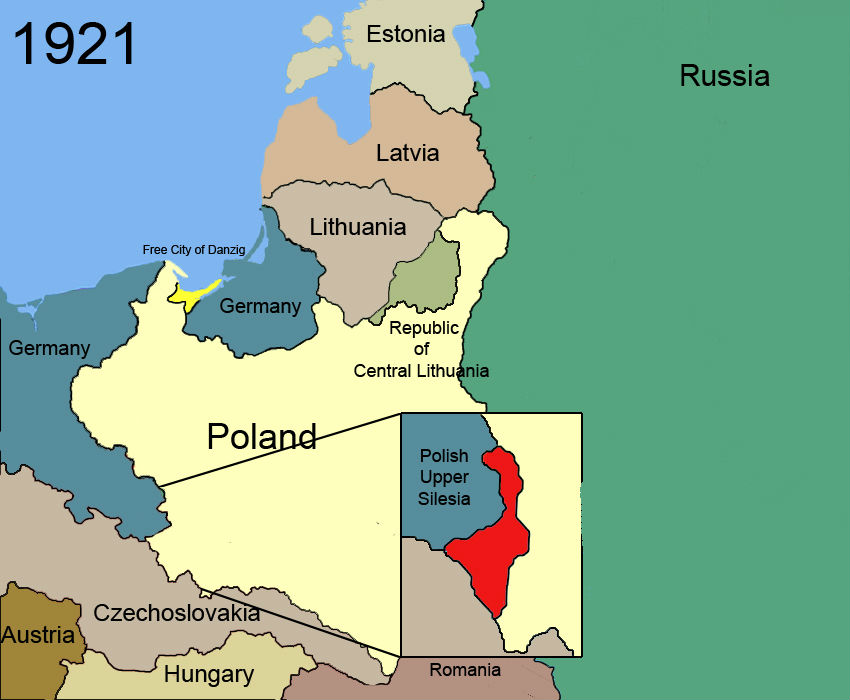
Modificările teritoriale ale Poloniei în 1921 – Silezia Superioară (roșu), parte a Poloniei după plebiscit

La sârșitul anului 1921 a avut loc o modificare a graniței republicii de la Weimar și Poloniei ca urmare a insurecțiilor din Silezia. A fost vorba de o serie de trei rebeliuni armate în perioada 1919 și 1921 organizate de polonezii din Silezia Superioară împotriva autorităților germane. Tratatul de la Versailles prevăzuse de altfel încă din 1919 organizarea unui plebiscit, care a avut loc în cele din urmă în 1921.
Plebiscitul a fost organizat pe 20 martie 1921, la două zile după semnarea Tratatului de la Riga, care a pus capăt războiului polono-sovietic. În cadrul acestei consultări populare, 707.605 persoane au votat pentru apartenența la Germania, iar 479.359 pentru Polonia. Germanii au avut o majoritate de 228.246 de voturi. În aprilie 1921 au început să circule zvonuri că Silezia Superioară  ar fi urmat să rămână în Germania.  Aceste zvonuri au dus la izbucnirea celei de-a treia rebeliunii poloneze din mai-iunie 1921. Problema Sileziei Superioare a fost adusă în fața Consiliului Ligii Națiunilor. A fost formată o comisie din patru reprezentanți (Belgia, Brazilia, Spania și China), care a trecut la strângerea de date și intervievarea populației locale. Pe vaza rapoartelor acestor experți, Consiliul Ligii Națiunilor a oferit pe 21 octombrie Poloniei cea mai mare parte a regiunii industriale a Sileziei Superioare.

### 1922

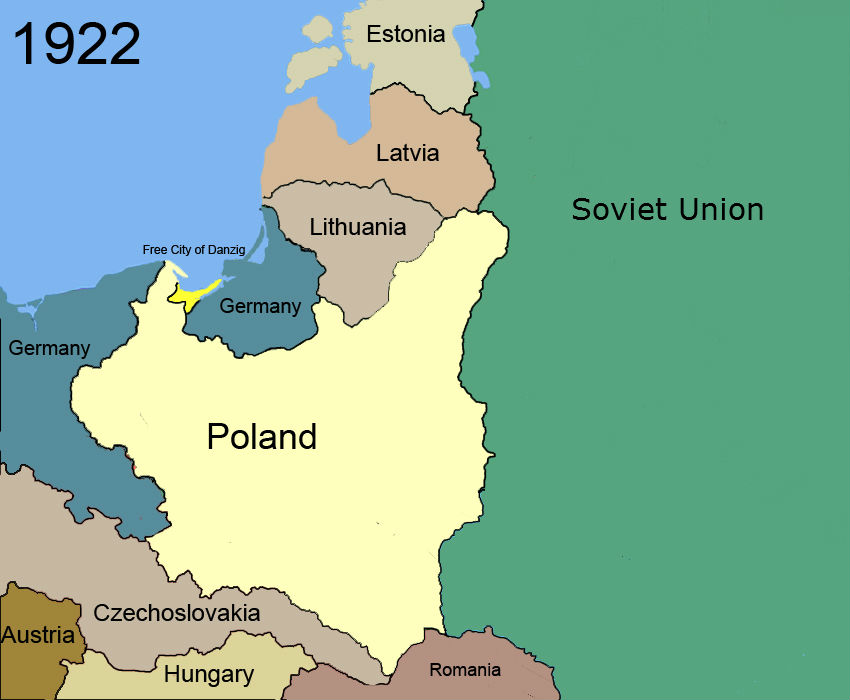
Modificările teritoriale ale Poloniei în 1922

După o serie de amânări, autoritățile din Republica Lituaniei Centrale au organizat în 1922 alegeri generale, tot atunci fiind supusă votului problema unirii cu Polonia.

### 1924

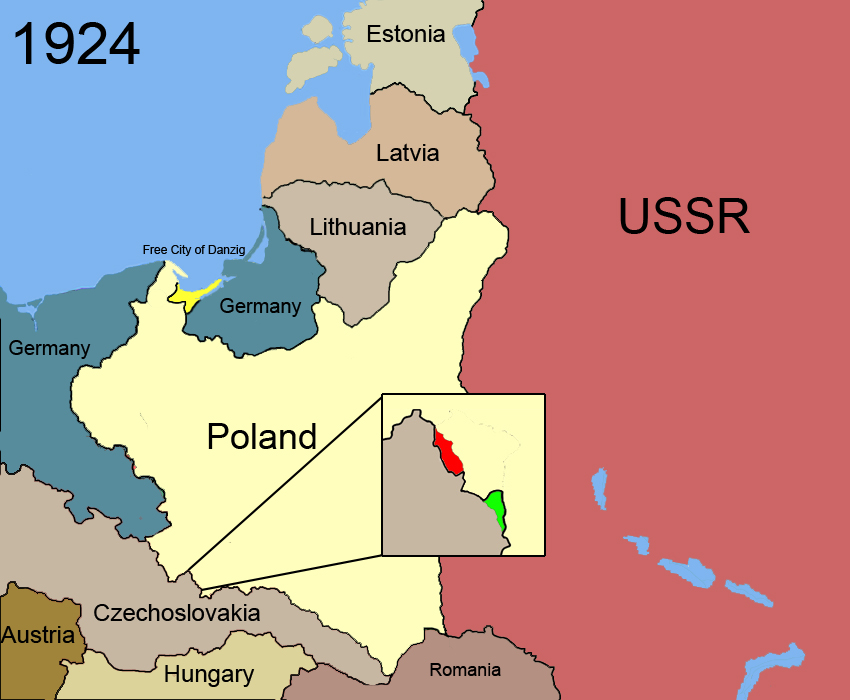
Modificările teritoriale ale Poloniei în 1924. Lipnica Wielka (roșu) a devenit parte a Poloniei, iar Suchá Hora și Hladovka (verde) au fost incorporate în Cehoslovacia

Guvernul polonez nu a fost mulțumit de frontiera cehoslovaco-poloneză, așa cum fusese desenată în timpul negocierilor Conferința de la Paris sau de hotărârile Conferinței Ambasadorilor. Starea tensionată a fost rezolvată de Liga Națiunilor prin hotărârea Curții Internaționale de Justiție din 12 martie 1924, care a permis Cehoslovaciei să păstreze teritoriul care a permis Cehoslovaciei să păstreze teritoriul Jaworzyna. și în plus a impus în iunie un schimb teritorial prin care Polonia obținea Lipnica Wielka (Nižná Lipnica), Cehoslovacia Suchá Hora (Sucha Gora) și Hladovka (Glodowka).

### 1938

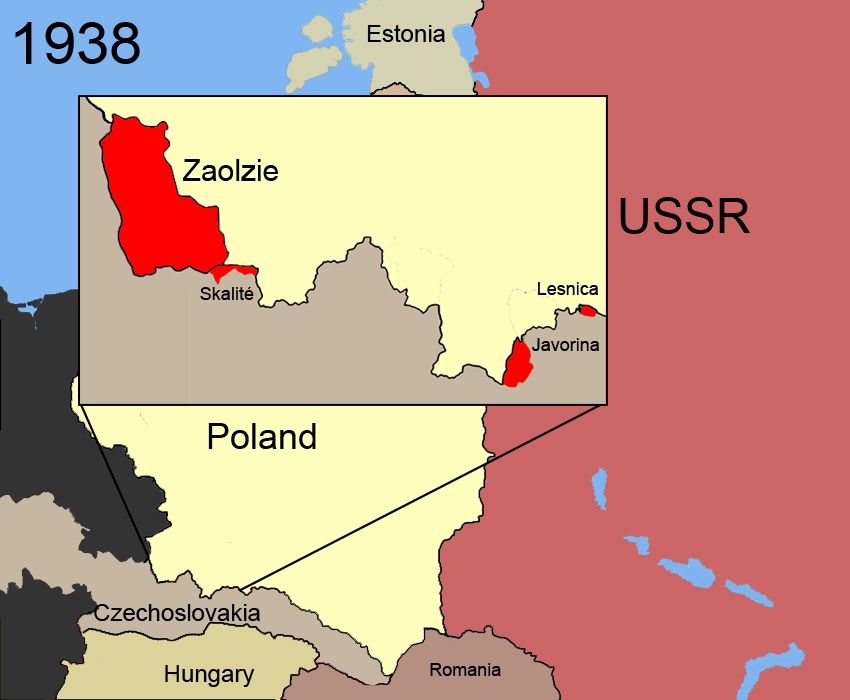
Modificările teritoriale ale Poloniei în 1938 (cu roșu)

După ce Germania Nazistă a ocupat Cehoslovacia, Zaolzie, partea cehă a Sileziei Cieszynă a fost anexată de Polonia în 1938 după Acordul de la München și Primul arbitraj de la Viena. Pe 30 septembrie, Polonia a dat un ultimatum guvernului de la Praga prin care îi cerea evacuarea imediată a trupelor și poliției cehe din Zaolzie în 24 de ore. La ora 11:45 a zilei de 1 octombrie, ministrul de externe ceh l-a convocat pe ambasadorul polonez la Praga și i-a comunicat acordul guvernului său. Polonia a fost acuzată mai apoi că a fost un complice al Germaniei Naziste, o acuzație pe care Varșovia nu a putut niciodată combate.

Dezmembrarea Cehoslovaciei

Polonia a ocupat nordul regiunilor Spisz și  Orawa, inclusiv teritorii din jurul localităților Suchá Hora, Hladovka, Javorina, Leśnica și Skalité și alte teritorii mici de frontieră. Polonia a ocupat aceste teritorii în mod oficial pe 1 noiembrie 1938. Autoritățile poloneze au început un program de asimilare a populației locale. Polona a fost declarată singura limbă oficială din regiune, iar toate autoritățile care avuseseră de-a face cu guvernul cehoslovac au fost destituite.

### 1939

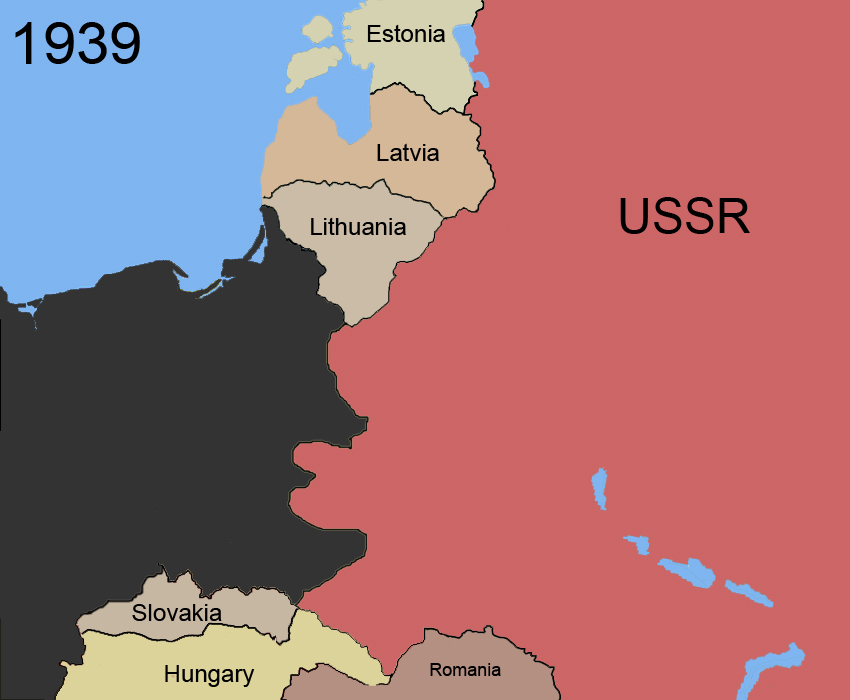
Modificările teritoriale ale Poloniei în 1939

#### Al Doilea Război Mondial
În 1939, Germania Nazistă și Uniunea Sovietică au atacat Polonia, iar teritoriul țării a fost împărțit între cele două puteri agresoare în conformitate cu prevederile Pactului Molotov-Ribbentrop.
La încheierea luptelor, Germania a anexat toate teritoriile pe care fusese silită să le cedeze Poloniei în 1919 – 1922 prin Tratatul de la Versailles: Coridorul polonez, Prusia Apuseană, Provincia Posen și părți din Silezia Superioară. Consiliul local al Orașului Liber Danzig a votat în favoarea alipirii la Germania, în condițiile în care etnicii polonezi și evrei au fost împiedicați să voteze, iar partidele politice, altele decât Partidul Nazist au fost interzise. Teritorii ale Poloniei, care nu fuseseră niciodată părți ale Imperiului German au fost de asemenea ocupate de Reich.
Adolf Hitler a semnat două decrete (pe 8, respectiv 12 octombrie 1939) prin care teritoriile poloneze ocupate erau împărțite în noi unități administrative:
- Reichsgau Wartheland (la început Reichsgau Posen), care includea Voievodatul Poznań, cea mai mare parte a Voievodatului Łódź, cinci județe din Voievodatul Pomerania și un județ din Voievodatul Varșovia;
- Reichsgau Danzig-Westpreussen (la început Reichsgau Westpreussen), care includea restul Voievodatului Pomerania și orașul Danzig;
- Districtul Ciechanów (Regierungsbezirk Zichenau), format din cinci județe nordice ale Voievodatului Varșovia (Płock, Płońsk, Sierpc, Ciechanów și Mława), care au devenit parte a Prusiei Răsăritene;
- Districtul Katowice (Regierungsbezirk Kattowitz), sau neoficial Silezia Superioară de Est, (Ost-Oberschlesien), care includea județele Sosnowiec, Będzin, Chrzanów, Zawiercie și părți din județele Olkusz și Żywiec.

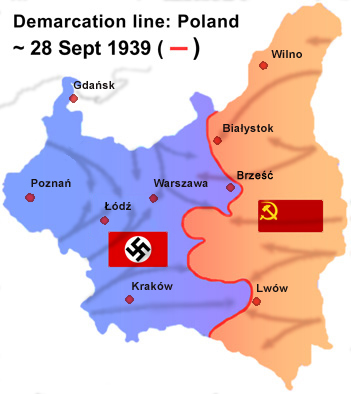
Linia de demarcație dintre Germania Nazistă și Uniunea Sovietică în 1939

Aceste teritorii aveau o suprafață de 94.000 km2 și o populație de aproximativ 10.000.000 de oameni. Restul teritoriului polonez a fost anexat de Uniunea Sovietică sau a fost transformat în așa numitul Guvernământ General, o zonă de ocupație germană. Regiunile estice ale Poloniei au intrat în componența Bielorusiei Sovietice (Białystok, Łomża, Baranowicze și Brest) sau a Ucrainei Sovietice (Lwów, Tarnopol, Lutsk, Rowne și Stanisławów). Orașul Vilnius (Wilno) și regiunea adiacentă a fost cedată Lituaniei.
După declanșarea atacului împotriva Uniunii Sovietice din iunie 1941, Germania a făcut noi modificări ale structurii administrative a regiunii. Astfel, Voievodatul Białystok, (județele Białystok, Bielsk Podlaski, Grajewo, Łomża, Sokółka, Vaukavîsk și Grodno) au fost atașate la (nu încorporate în) Prusia Răsăriteană. Fostele voievodate Lwow, Stanislawow și Tarnopol au fost anexate la Guvernământul General ca al cincilea district – Distrikt Galizien.

### 1945

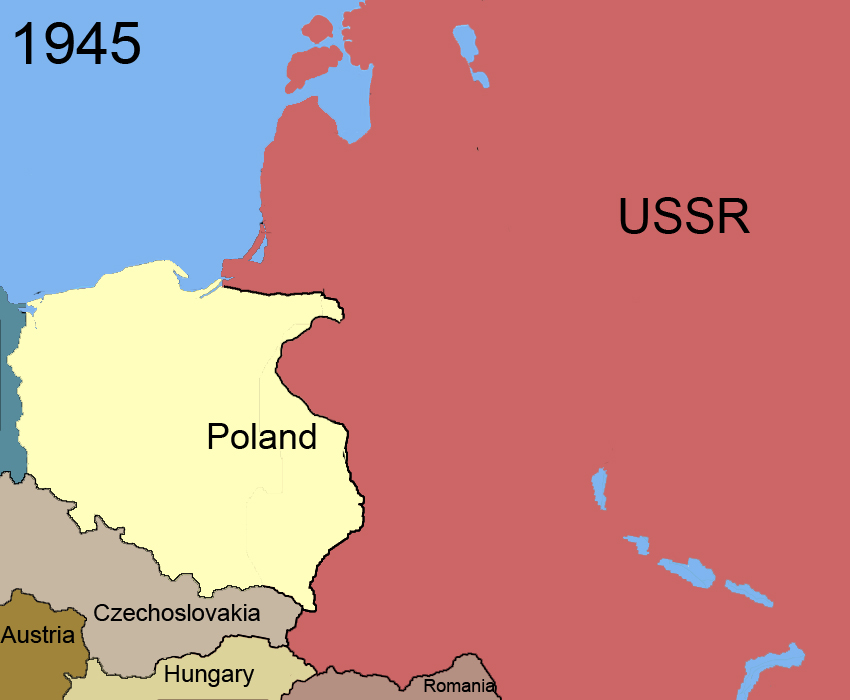
Modificările teritoriale ale Poloniei în 1945

După încheierea luptelor celui de-al doilea război mondial, Polonia a suferit modificări ample ale granițelor. Încă din 1943, „Cei trei mari” discutaseră problema granițelor postbelice ale Poloniei și Winston Churchill și Franklin Delano Roosevelt fuseseră de acord ca Linia Curzon să devină granița apuseană a Uniunii Sovietice. Deși regiunile ocupate de URSS aveau o populație predominant ucraineană și belarusă, exista o importantă minoritate poloneză. În perioada 1944 – 1946, majoritatea polonezilor au fost deportați din zonă. În zilele noastre, teritoriile pierdute de Polonia la sfârșitul războiului mondial sunt parte a Belarusului, Ucrainei și Lituaniei.
Polonia a primit în schimb teritorii la este de linia Oder-Neisse: două treimi din Prusia Răsăriteană și cea mai mare parte a Pomeraniei, Neumarkului și Sileziei. Populația germană a fost strămutată iar în locul ei au fost aduși polonezi din Polonia centrală sau din regiunile cedate URSS-ului. Primele expulzări ale populației germane au fost întreprinse de autoritățile de ocupație sovietice și cele comuniste poloneze  mai înainte chiar de Conferința de la Potsdam. Rațiunile comuniștilor polonezi au fost clar naționaliste: „Trebuie să expulzăm toți germanii deoarece țările se construiesc pe baze naționale, nu pe unele multinaționale” (citat din Plenara CC al Partidului Muncitoresc Polonez, 20-21 mai 1945).
Germanii au fost împărțiți în mai multe grupuri, funcție de locul de naștere, descendență și cetățenie. Cei care se pretindeau de descendență slavă, aproape exclusiv locuitori ai Sileziei Superioare sau Mazuriei, puteau cere „verificarea” etniei. Dacă erau acceptați ca polonezi, nu mai erau deportați.
Winston Churchill nu a participat la faza finală a Conferinței de la Ialta, datorită înfrângerii în alegerile generale. Churchill avea să pretindă mai târziu că nu a fost niciodată de acord cu linia de demarcație Oder- Neisse, iar în faimosul său discurs de pe 5 martie 1946, (cel care urma să facă celebră sintagma „Cortina de fier”)  avea să declare:
„Guvernul polonez, dominat de rusi, a fost încurajat sa comita abuzuri enorme si gresite asupra Germaniei, iar acum are loc expulzarea în masa a milioane de germani, la o scara dureroasa si de neimaginat. ”—Winston Churchill
.

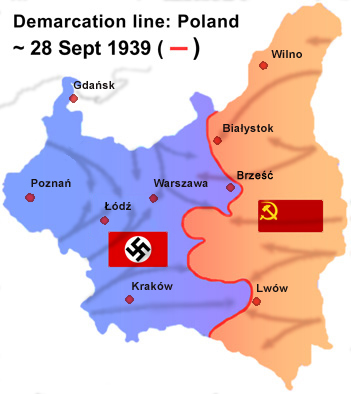
Linia de demarcaţie dintre Germania Nazistă și URSS, după invazia conjugată a forţelor armate ale celor două puteri în septembrie 1939. Aceasta corespunde în mare Linei Curzon
Frontierele Poloniei după încheierea războiului. Cu albastru Linia Curzon, așa cum a fost concepută pe 8 decembrie 1919. Cu roz, teritorii aflate în cadrul statului german în 1937. Cu gri, teritorii anexate de Polonia între 1919-1923, controlate până în 1939, care au fost pierdute în favoarea URSS
Împărţirea Europei Răsăritene în conformitate cu prevederile pactului Molotov-Ribbentrop Pact și punerea în practică a pactului
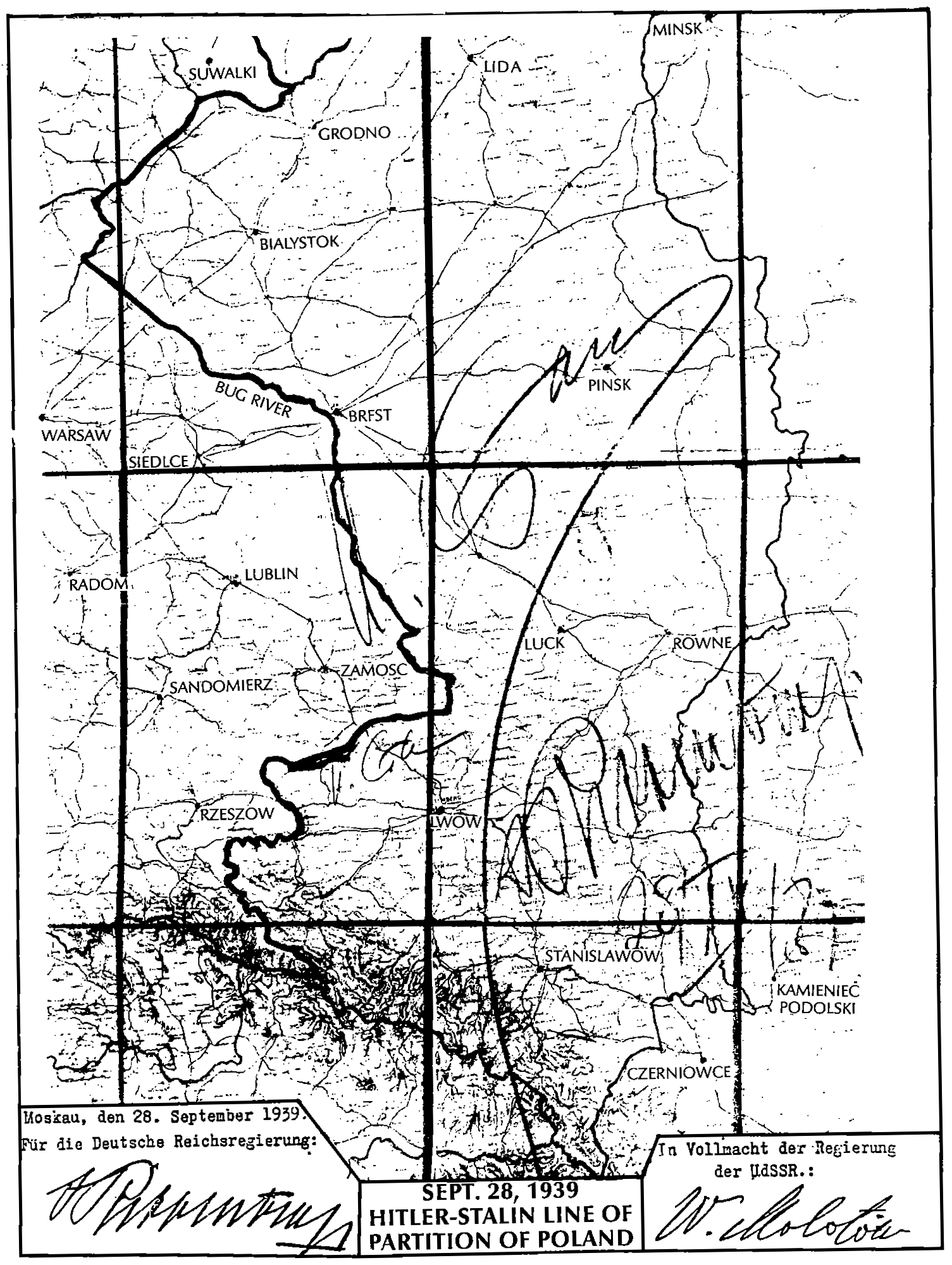
Harta Europei Răsăritene cu frontiera germano-sovietică, așa cum apare în pactul Molotov-Ribbentrop

#### Frontiera polono-sovietică

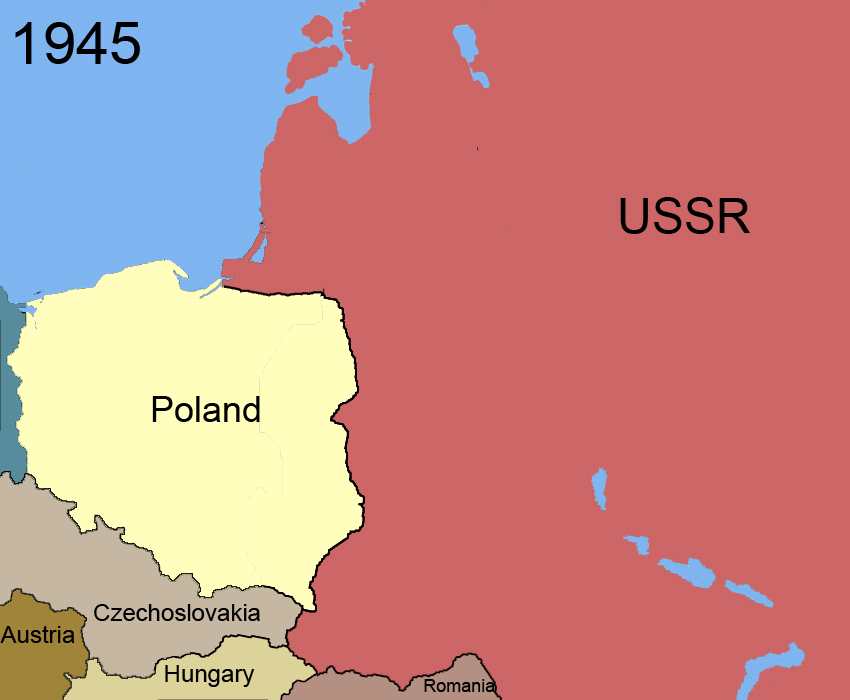
Modificările frontierei polono-sovietice de pe 16 august 1945

Pe 16 august 1945 a fost semnat un acord de frontieră. O parte a frontierei RSS Bieloruse a fost mutată spre răsărit. Voblastul Belastok a fost împărțit între Polonia (Voevodatul Białystok) și Belaus (Voblastul Brest și Hdrodna)

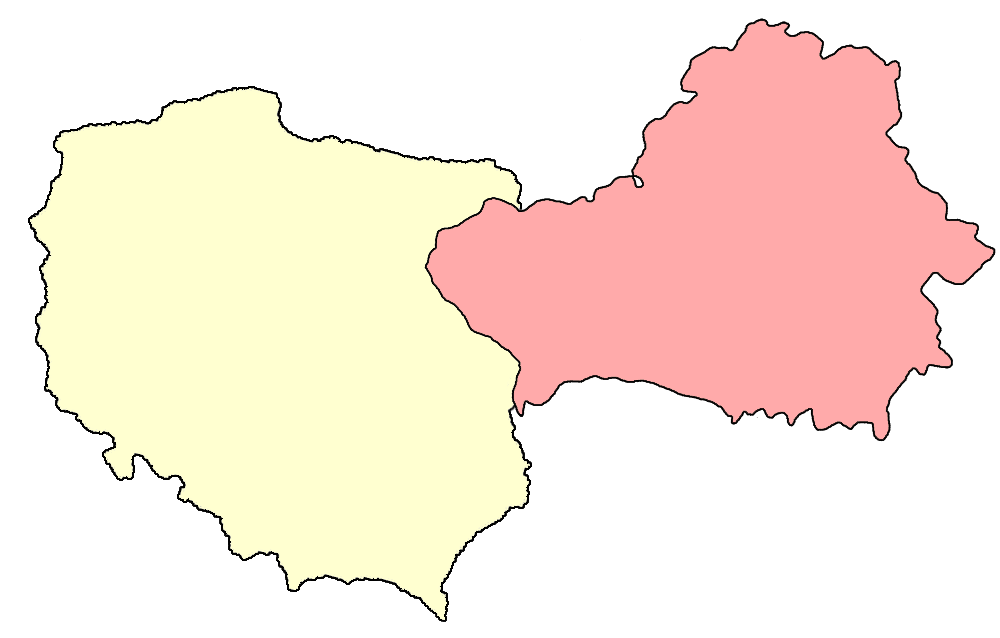
Belarusia Sovietică înainte de acordul de frontieră
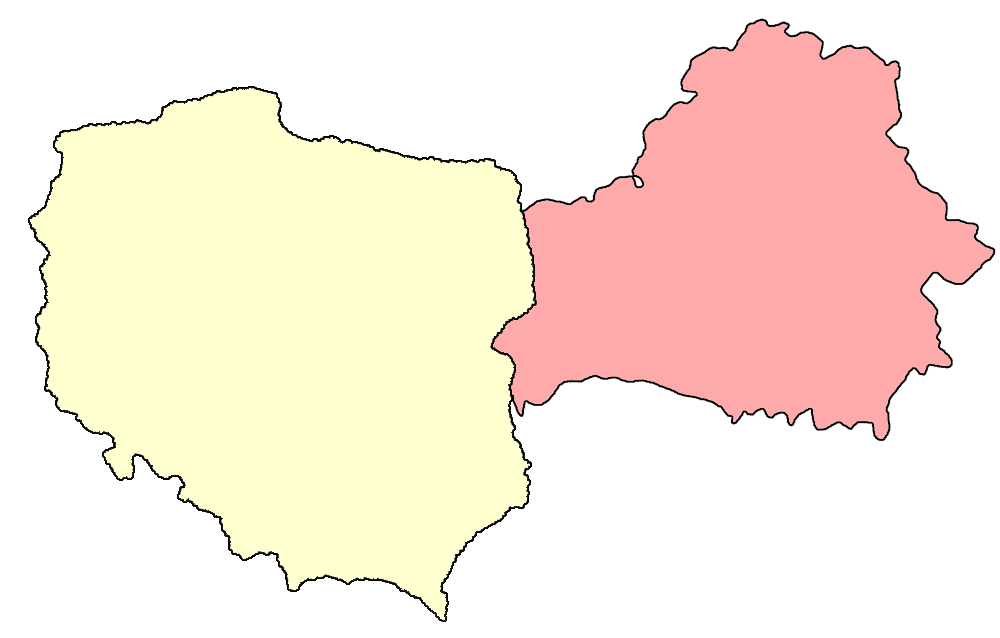
Belarusia Sovietică după de acordul de frontieră

#### Frontiera polono-cehoslovacă
După al doilea război mondial, Cehoslovacia a dorit restabilirea granițelor stablite în 1920, în vreme ce polonezii locuitori ai Zaolzie doreau păstrarea graniței din 31 august 1939. Pe 20 mai 1945, Polonia și Cehoslovacia au semnat la Trstena un acord pentru revenirea la frontiera din 1938. A doua zi, grănicerii cehoslovaci au ocupat noile poziții. Au existat unele ciocniri între milițiile poloneze și cele cehoslovace, dar situația s-a calmat odată cu sosirea trupelor poloneze pe 17 iulie1945. Guvernul polonez nu era încă dispus să cedeze Zaolzie. Pe 16 iunie 1945, mareșalul Michał Rola-Żymierski a dat ordinul 00336 prin care Corpul blindat nr. 1 al forțelor terestre polneze trebuia să se concentreze în regiunea Rybnik, de unde urmau să cucerească orașul Zaolzie. Sovieticii au decis însă să predea regiunea cehoslovacilor, iar polonezii s-au supus în cele din urmă.
Cehii au ridicat pretenții și asupra fostelor teritorii germane Klodzko, Glubczyce și Racibórz, dar după ce sovieticii s-au implicat în medierea conflictului latent, toate părțiele au semnat un tratat pe 21 septembrie 1945, prin care se accepta linia frontierei așa cum fusese stabilită pe 31 decembrie 1937.

### 1948

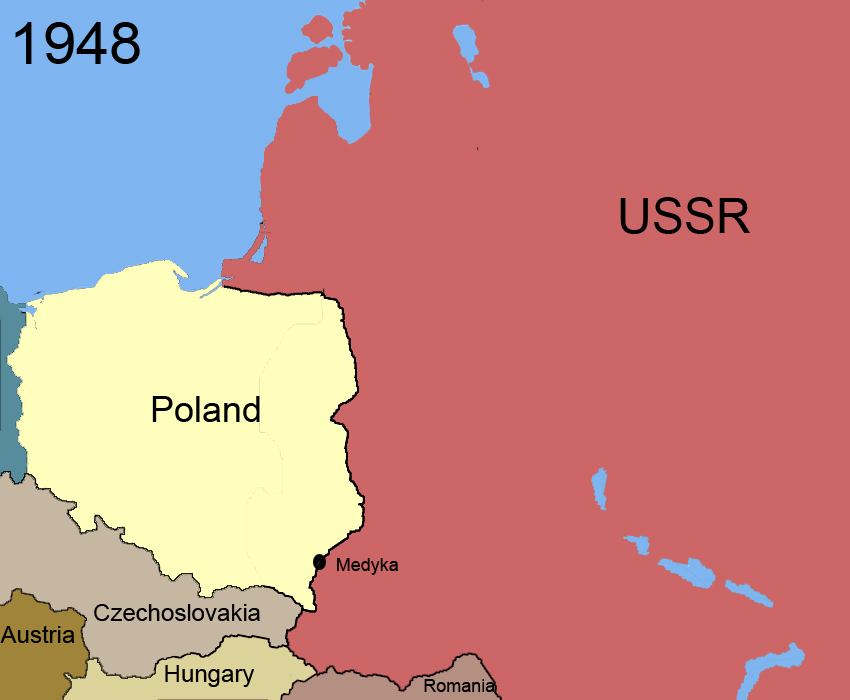
Transferul satului Medyka de lângă Przemyśl către Polonia

În 1948 a avut loc o modificare minoră a frontierei, când satul Medyka de lângă Przemyśl a fost transferat către Polonia.

### 1951

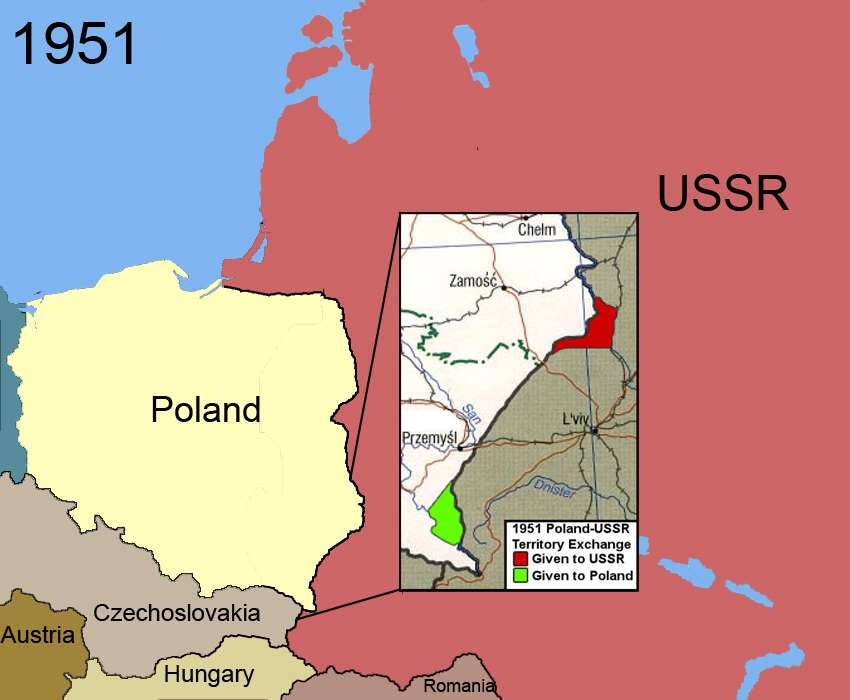
Modificările teritoriale ale Poloniei în 1951

Președintele Poloniei Aleksander Zawadzki și Președintele Sovietului Suprem al Uniunii Sovietice Andrei Vîșinski au semnat pe 15 februarie 1951 un tratat pentru schimbul de teritorii. Prin acest tratat au fost schimbate teritorii de aproximativ 480 km2.

### 1955
În 1955, un teritoriu cu o arie redusă, Insula Usedom (Uznam) a fost cedat de R.D. Germană în favoarea Poloniei. Stația de pompare a apei de la Swinemünde era plasată pe această insulă și acesta a fost motivul pentru această modificare a frontierei comune.

### 1958
Pe 13 iunie 1958 a fost semnat la Varșovia „Acordul cu privire la demarcarea finală a frontierei de stat” dintre Cehoslovacia și Polonia. Din partea Poloniei a semnat Adam Rapacki iar din parte Cehoslovaciei a semnat Václav David. Tratatul confirma linia frontierei stabilită pe 1 ianuarie 1938, adică situația de dinaintea impunerii Acordului de la München.

### 1975

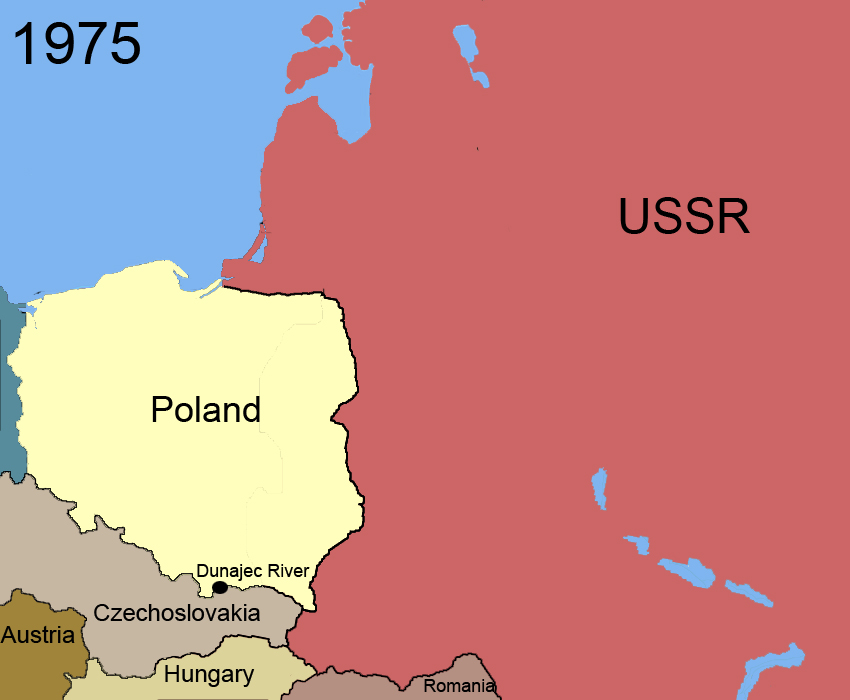
Modificarea frontierei de-a lungul râului Dunajec în 1975

În martie 1975, Cehoslovacia și Polonia au modificat frontiera comună de-a lungul râului Dunajec, pentru a-i permite părții poloneze construirea unui baraj în regiunea Czorsztyn, la sud-est de Cracovia .

### 2002

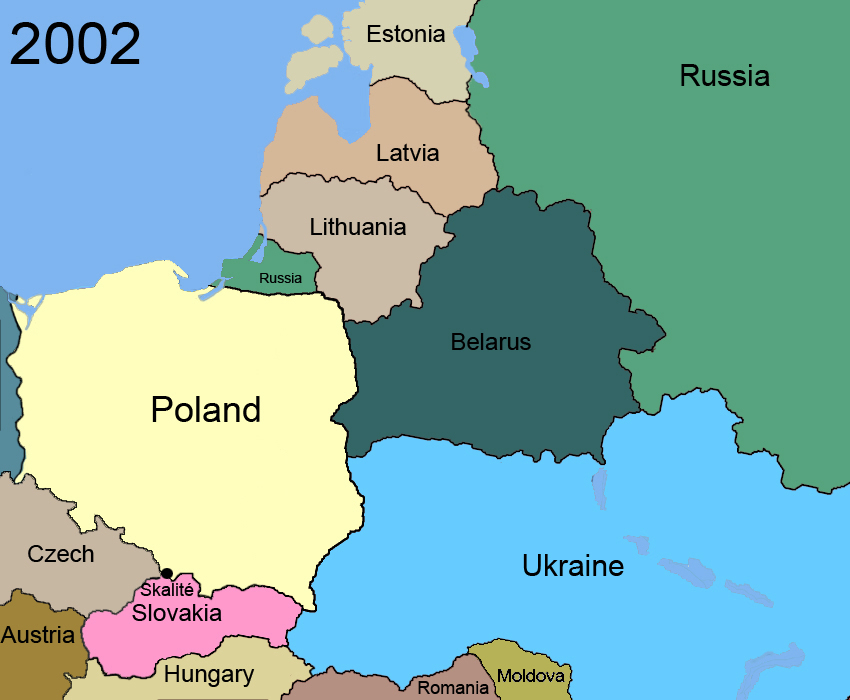
Modificările teritoriale ale graniței polono-slovace în 2002

În 2002, Polonia și Slovacia au făcut o serie de modificări minore ale frontierei comune.

## Vedeți și
- Frontierele Poloniei
- Geografia Poloniei
- Taratul de la Varșovia (1970)

## Resurse internet
- Commonwealth of Diverse Cultures: Poland's Heritage Arhivat în 24 iunie 2011, la Wayback Machine.